# Geschichte der Slowakei

Wappen der Slowakei

Die Geschichte der Slowakei umfasst die Entwicklungen auf dem Gebiet der Slowakischen Republik von der Urgeschichte bis zur Gegenwart. Sie beginnt mit der Besiedlung germanischer und keltischer Völker. Zu Beginn unserer Zeitrechnung drangen römische Garnisonen vorübergehend auch in Gebiete nördlich der Donau ein und errichteten befestigte Lager und Siedlungen auf heutigem slowakischen Gebiet. Die Hunnen bedrohten im 5. Jahrhundert den Süden und Westen Europas, während die Slawen während der germanischen Westwanderung in das Gebiet der Slowakei einfielen. Später kamen hier noch die Awaren hinzu. Aus einem Aufstand der Westslawen gegen die Awaren ging das erste schriftlich belegte slawische Staatsgebilde, das Reich Samos, hervor. Um 800 entstand ein christliches Fürstentum um das heutige Nitra, das um 830 dann im Mährerreich aufging. Der Einflussbereich des Mährerreiches reichte bis nach Krakau, Meißen und in das spätere Ungarn. 906 jedoch fiel es den einfallenden Ungarn zum Opfer. Nach dem Niedergang des Mährerreiches eroberten die Magyaren schrittweise die heutige Slowakei. Nach einer kurzen Eroberung durch Polen (1001–1030) kehrte das gesamte Gebiet unter ungarische Herrschaft zurück. Ein hoher Bevölkerungsverlust kam nach dem Einfall von Mongolen im Jahr 1241 zustande, die auch die Landschaft verwüsteten. Darauf wurden seit dem 13. Jahrhundert in größeren Zahlen Deutsche, im 14. Jahrhundert auch Juden angesiedelt.
Nach der Niederlage des ungarischen Heers bei Mohács gegen die Osmanen 1526 fiel die Slowakei durch Erbschaft an die Habsburger. Während der Zeit der türkischen Expansion blieb die Slowakei als Teil des Königlichen Ungarns lange Zeit der einzige nicht türkische Teil Ungarns und gewann so an militärischer Bedeutung. Pressburg, das heutige Bratislava, wurde 1536 zur Haupt- und zur Krönungsstadt und konnte diesen Status bis 1848 wahren. Im Jahr 1787 versuchte Anton Bernolák, mit der Kodifizierung der slowakischen Schriftsprache zum ersten Mal eine einheitliche slowakische Sprache zu schaffen. In der Slowakei machte sich besonders der Gegensatz zu der ungarischen Oberschicht und die Unzufriedenheit über die Durchsetzung von Ungarisch als Amts- und Schulsprache bemerkbar. 1848 stellte die Nationalbewegung ein politisches und staatsrechtliches Programm vor, das auch die Abspaltung von Habsburg beinhaltete. Dieses gipfelte im erfolglosen slowakischen Septemberaufstand. Erst der Erste Weltkrieg bot den Slowaken die Chance auf eine Autonomie.
Am 31. Mai 1918 verständigten sich in den USA lebende Exilgruppen der Tschechen und Slowaken im Pittsburgher Abkommen über die Zusammenarbeit beim Aufbau eines zukünftigen gemeinsamen Staats. Am 28. Oktober 1918 wurde die Tschechoslowakei gegründet. Die internationale Anerkennung des neuen Staates erfolgte im Vertrag von Saint-Germain (Auflösung des österreichischen Vielvölkerstaates) und dem Vertrag von Trianon (Abspaltung der Slowakei von Ungarn). Allerdings lebten in dem soeben gegründeten Staat auch 23 % Deutsche und 5 % Ungarn sowie einige Minderheiten. Die deutsche Bevölkerung, die bis dahin zu der herrschenden Nationalität gehört hatte, wurde jetzt unterdrückt. In der Slowakei wuchs die Unzufriedenheit über die zugesicherte aber nicht gewährte Autonomie. So entstand mit der Slowakischen Volkspartei eine slowakische Autonomiebewegung. Auf Druck des Deutschen Reichs wurde 1939 die Slowakei als Erste Slowakische Republik für unabhängig erklärt und erhielt eine autonome Regierung unter dem Führer der Autonomisten, Jozef Tiso. Die Slowakei besaß nur geringfügige politische Souveränität. Die Gegner von Staatspräsident Tiso initiierten 1944 den Slowakischen Nationalaufstand, der jedoch niedergeschlagen wurde. Die Slowakei wurde 1945 von sowjetischen Truppen besetzt und die Tschechoslowakische Republik wieder hergestellt, mit Ausnahme der an die Sowjetunion abgetretenen Karpatenukraine. Die karpatendeutsche Bevölkerung, darunter große Teile der Zipser Sachsen, wurde vertrieben. 1948 übernahm die Kommunistische Partei die Macht. Der den Slowaken verfassungsmäßig zugesicherte Föderalismus war damit endgültig verloren. Nach der Samtenen Revolution erfolgte im Frühjahr 1990 die Umwandlung in eine föderative Republik innerhalb der ČSFR. Die ČSFR hatte wegen der Autonomiebestrebungen der Slowaken nur für kurze Zeit Bestand. Der slowakische Ministerpräsident Vladimír Mečiar forcierte die Autonomiebestrebung der Slowakei. Verhandlungen mit dem tschechischen Ministerpräsidenten Václav Klaus zur Bildung einer Konföderation schlugen fehl.
Am 17. Juli 1992 proklamierte das slowakische Parlament die Unabhängigkeit von der ČSFR. Am 1. Januar 1993 wurde die Slowakei ein souveräner Staat. Am 15. Februar 2000 begannen die Beitrittsverhandlungen mit der EU. Unter der Regierung Dzurinda kam das Land auf Konsolidierungskurs. Die Slowakei trat am 29. März 2004 der NATO bei. Am 1. Mai 2004 wurde sie Mitgliedsstaat der Europäischen Union. Weitere Meilensteine der Slowakei auf dem Weg in die europäische Integration waren der Beitritt zum Schengener Abkommen, der am 21. Dezember 2007 wirksam wurde, sowie die Einführung des Euro ab dem 1. Januar 2009.

## Zeit der Völkerwanderung (380–568) und der ersten Slawen (etwa 471–658)
In der Nordslowakei existierte etwa zwischen 360 und 440 die Nordkarpatische Gruppe der Przeworsk-Kultur, die wahrscheinlich in der Mittelslowakei mit den Vandalen und im Osten mit den Sarmaten identisch war.
In der Südslowakei wurde 375 der letzte der zahlreichen Römisch-Quadischen Kriege, die sich seit Jahrhunderten auf dem Gebiet der Slowakei abspielten, durch eine römische Invasion und einen anschließenden Friedensschluss beendet. Nach diesem Jahr betraten römische Legionen nie wieder slowakischen Boden.
Die meisten der in der Südslowakei lebenden Quaden verließen nach etwa 400 Jahren zusammen mit den (seit 165 in der Ostslowakei und seit 360 in der Nordslowakei ansässigen) Vandalen dieses Gebiet. In der südlichen Ostslowakei lebten die Jazygen (1. Jahrhundert bis 380). Zwischen 380 und 455 lebten die Hunnen im heutigen Westungarn und in der Südslowakei. Die Skiren waren nachweislich auch in der Slowakei ansässig, auch bestimmte Gruppen der Goten, ihre genaue Zuordnung ist jedoch nicht möglich. Die Gepiden lebten in der südlichen Ostslowakei in der Zeit von 455 bis 567. Die Heruler waren in der Westslowakei und in Südmähren in der Zeit von 471 bis 526 ansässig. Die Langobarden lebten etwa von 500 bis 540 an der March (bis einschließlich Bratislava).
Nach 471 kam vom Norden auch die erste Hauptwelle der Slawen in die Nordslowakei – die Vorfahren des heutigen Staatsvolkes der Slowakei. Die Slawen verbreiteten sich in der ersten Hälfte des 6. Jahrhunderts in der gesamten Slowakei vom Norden und vom Süden und leben hier bis heute.
Die Awaren siedelten sich im heutigen Ungarn nach 568 an. Nach 595 begannen sie, die benachbarten Slawen in der Südslowakei zu unterwerfen, was 623 zur Entstehung des Reiches von Samo führte.

## 658 bis 833

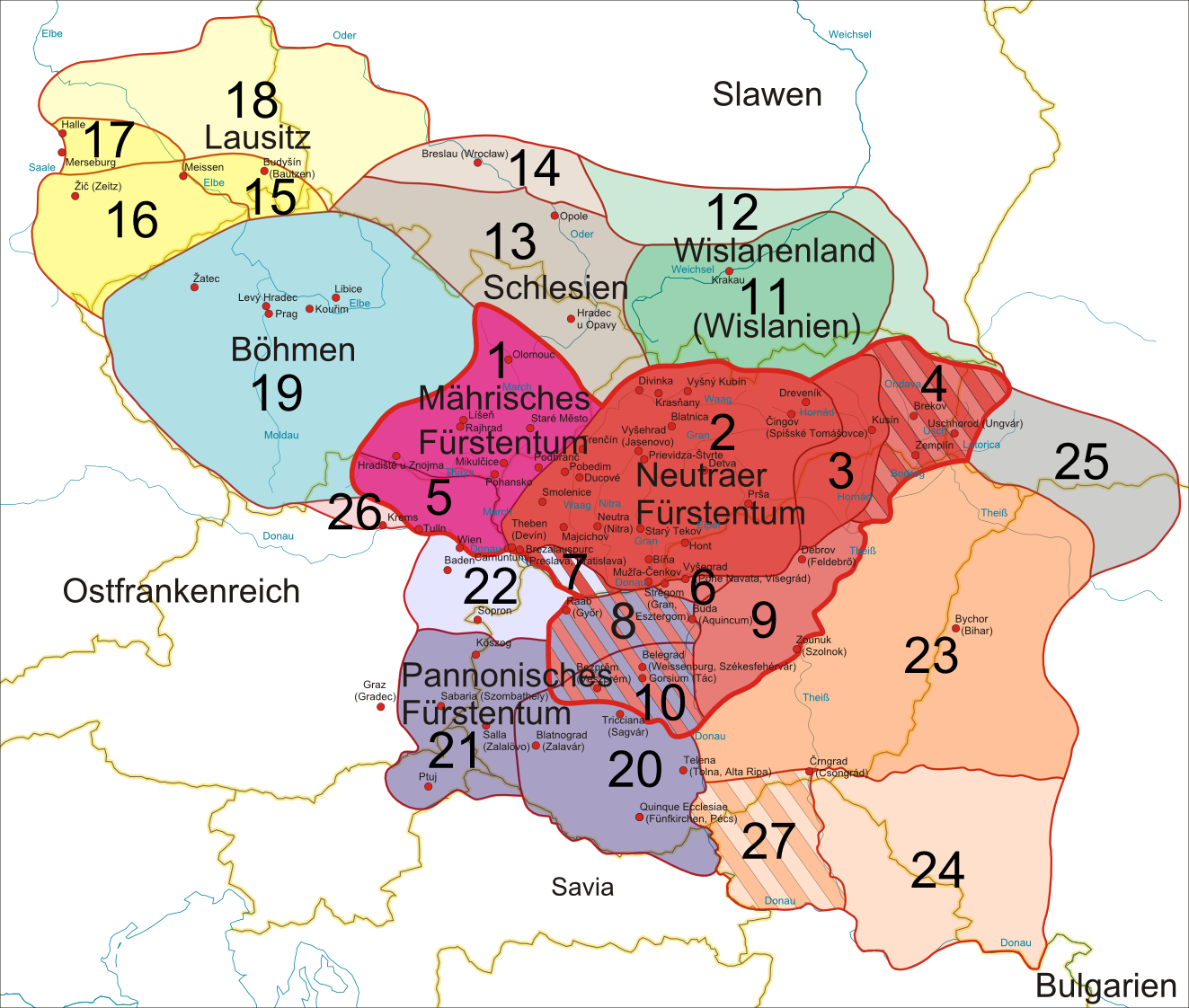
Das Mährerreich; Neutraer Fürstentum: Nummer 2

Die Siedlungen aus der Zeit des Reiches des Samo nach dessen Tod im Jahre 658 sind zum Teil mit jenen aus der Zeit des späteren Neutraer Fürstentums und Mährischen Fürstentums (siehe dort) identisch. Die von Samo verjagten Awaren kehrten in die Südslowakei zurück und lebten dort offenbar in Symbiose mit den Slawen.
In der zweiten Hälfte des 8. Jahrhunderts erreichten die gesamte Slowakei und das benachbarte Mähren einen zivilisatorischen Wendepunkt. Es entstanden dort zahlreiche Burgstätten und zwei Fürstentümer: das Mährische Fürstentum (ursprünglich im heutigen südöstlichen Mähren und in den angrenzenden slowakischen Gebieten) sowie das Neutraer Fürstentum (ursprünglich in der West- und Mittelslowakei und Teilen Nordungarns). Ersteres wird 822 zum ersten Mal erwähnt, sein Zentrum hieß „Morava“ (dt. Mähren, vielleicht das heutige Mikulčice), als Fürst herrschte seit etwa 830 Mojmir I. Das Zentrum des zweiten hieß Nitrava (später Nitra, deutsch Neutra), es wird zum ersten Mal 828 erwähnt, als Fürst herrschte seit etwa 825 Pribina (Privina). Die beiden Fürstentümer entstanden im Zusammenhang mit dem Kampf der Slawen und des Fränkischen Reiches gegen die im heutigen Ungarn und den angrenzenden Gebieten immer noch siedelnden Awaren. Die Awaren wurden in diesem Krieg vernichtend geschlagen und verschwanden Anfang des 9. Jahrhunderts. Auf dem Gebiet der heutigen Slowakei lebten die letzten Awaren in der Umgebung des heutigen Komárno.
Anfang des 9. Jahrhunderts expandierte das Neutraer Fürstentum, so dass es wohl auch die heutige westliche Karpatenukraine umfasste. Die größten Zentren waren Nitra, Bratislava (einschließlich der heutigen Stadtteile Devín, Devínska Nová Ves), Pobedim, Brekov, Zemplín sowie Feldebrő im heutigen Ungarn. Gleichzeitig ermöglichte der Sieg über die Awaren eine neue Christianisierungswelle in der Slowakei und in Mähren. 828 wurde in Nitra, dem Sitz des Fürsten Pribina, die erste bekannte christliche Kirche der West- und Ostslawen geweiht. Ein Jahr später teilte Ludwig der Deutsche das Gebiet der heutigen Slowakei und des heutigen Mährens dem Bistum von Passau als Christianisierungsgebiet zu. Diese Gebiete waren jedoch zum Teil bereits vorher christianisiert.

## Mährerreich (833–907)
833 vertrieb der im Mährischen Fürstentum herrschende Fürst Mojmir I. seinen Nachbarn Pribina aus dem Neutraer Fürstentum und vereinigte beide Fürstentümer. Damit entstand das Mährerreich. Pribina wurde zum Fürsten des Plattensee-Fürstentums im Südwesten des heutigen Ungarn. Das Neutraer Fürstentum wurde zu einem Lehnfürstentum innerhalb des Mährerreiches, in dem die Thronanwärter des herrschenden Mojmiriden-Geschlechts als Fürsten regierten. Für die slawische (und slowakische) Literatur und Kultur war die mährische Mission der Slawenapostel Kyrill und Method wichtig. Angriffe der damals noch nomadischen Ungarn zerstörten dann 907 nach den drei Schlachten von Pressburg die Zentralmacht des Mährerreiches.
Die damaligen slawischen Quellen bezeichnen die Bewohner des Mährerreiches als slověne (Slawen; damals etwa slowäne (sehr offenes e) oder slowene (mittleres e) ausgesprochen). Dies war höchstwahrscheinlich die ursprüngliche Eigenbezeichnung aller slawischen Stämme – der Name ist unter anderem auch aus dem Gebiet des heutigen Ungarn, Slowenien, Slawonien, Russland (in der Umgebung von Nowgorod) und Pommern (vgl. die um 1900 ausgestorbenen Slowinzen) bekannt. Von ihm abgeleitet sind die Eigenbezeichnungen der Slowaken und der Slowenen.

## Zwischen Ungarn, Polen und Böhmen (907–1030)

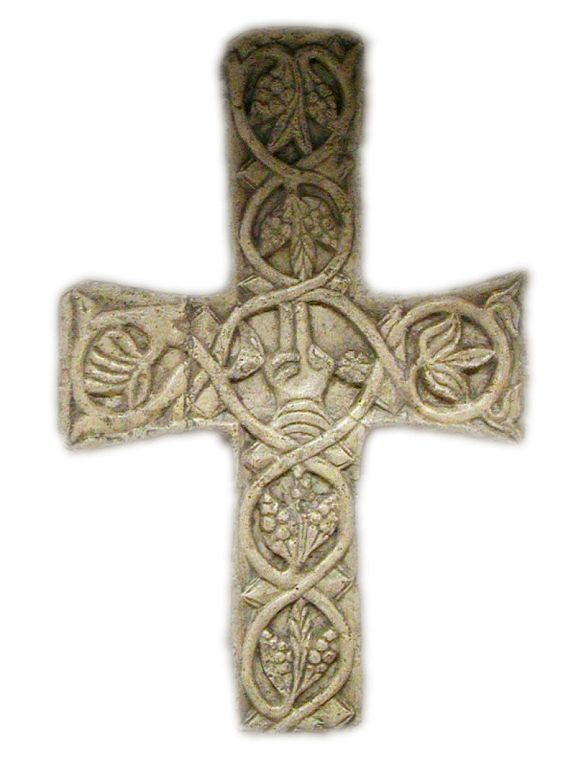
Kreuz von Rusovce

In den 20er Jahren des 10. Jahrhunderts machte Lehel (Lél), einer der ungarischen Stammesführer (die Ungarn bestanden damals noch aus zahlreichen Stämmen), Nitra und die südwestliche Slowakei (das heißt das Tiefland) zu seinem Sitz. Der Rest der Slowakei zerfiel für Jahrhunderte – bis er sukzessive vom 11. bis zum Anfang des 14. Jahrhunderts von den Ungarn erobert wurde – in kleine, um bestimmte Burgstätten situierte slawisch/slowakische Fürstentümer. Der Kern der heutigen Slowakei (die Gebiete bis zu den Flüssen Waag und Hornád) wurde aber bereits um 1100 von den Ungarn erobert. Bis 1108 wurde die Slowakei (das Neutraer Fürstentum) als spezielles Gebiet innerhalb des Königreichs Ungarn betrachtet. So deckte sich auch das Gebiet des um 1000 errichteten ungarischen Erzbistums von Esztergom (slow. Ostrihom, dt. Gran) mit dem Gebiet des Neutraer Fürstentums.
Die gesamte Funktionsweise des Mährerreiches, die Einteilung in Komitate, kirchliche Struktur, Militärwesen usw., wurde mangels eigener Vorbilder von den Ungarn, ähnlich wie dem Herzogtum Böhmen und dem Königreich Polen, übernommen. Die Ungarn übernahmen zudem mangels eigener Begriffe der ungarischen Akademie der Wissenschaften zufolge etwa 1200 Wörter aus dem Slowakischen und 1000 andere Wörter slawischer Herkunft. Die slowakischen Adligen aus der Zeit des Mährerreiches (vor allem die Poznans und Hunts) spielten in der Frühgeschichte Ungarns eine wichtige Rolle. Der wichtigste ungarische Herrscher von Neutra war Michael (971–995), der so mächtig wurde, dass ihn der damalige ungarische Großfürst Géza ermorden ließ. Auch Géza und sein Sohn Stephan (Vajk) waren beide zuerst Fürsten des Neutraer Fürstentums, bevor sie anschließend zu Herrschern ganz Ungarns wurden. (Weitere Details siehe unter Fürstentum Nitra.)
Es ist auch wahrscheinlich, dass der Norden (oder möglicherweise der Nordwesten) der heutigen Slowakei am Anfang des 10. Jahrhunderts unter dem Einfluss der sogenannten Weißen Kroaten stand. Dann herrschte im 11. Jahrhundert polnischer Einfluss in den nordslowakischen Landschaften Arwa (Orava) und Zips vor, zumal die Zips im 11. Jahrhundert dem Krakauer Bischof unterstand und die gesamte Slowakei bis zur Donau 1000–1030 vorübergehend von Polen annektiert wurde. Es gibt auch umstrittene Hinweise darauf, dass die Ostslowakei irgendwann in der Mitte des 11. Jahrhunderts zur Kiewer Rus gehörte (siehe auch die Geschichte der Karpatenukraine) und dass die Westslowakei etwa 955–975/999 unter böhmischer Oberhoheit stand.
Die im 8. Jahrhundert begonnene slowakische Ethnogenese war nach 955 abgeschlossen, als die Ungarn auf dem Lechfeld geschlagen wurden und beschlossen, definitiv im heutigen Ungarn sesshaft zu werden, wodurch die slawische Bevölkerung dieses Gebietes in die heutigen Slowaken, Slowenen, Kroaten usw. aufgespalten wurde.

## Teil des Königreichs Ungarn

### Hoch- und Spätmittelalter (1030–1526)
Der seit dem 11. Jahrhundert intensiv betriebene Bergbau und die vor allem seit dem 13. Jahrhundert (nach dem großen Mongolensturm von 1241/1242) angekommenen deutschen Siedler machten aus der Slowakei im Mittelalter, aber auch noch bis ins 18. Jahrhundert, das wohlhabendste Gebiet des Königreichs Ungarn. Um 1400 erreichte die Gold- beziehungsweise Silbergewinnung in der Slowakei 40 % beziehungsweise 30 % der gesamten damaligen Weltproduktion. Auch die ersten mittelalterlichen Städte des Königreichs entstanden ab dem 13. Jahrhundert überwiegend auf dem Gebiet der heutigen Slowakei.
Das 11. und 12. Jahrhundert waren eine Zeit von Auseinandersetzungen zwischen Ungarn einerseits und dem Heiligen Römischen Reich und/oder Böhmen andererseits, die sich oft in der Slowakei abspielten. Politisch entstand auf dem Gebiet der heutigen Slowakei 1048 das Neutraer Grenzfürstentum (Ducatus) (1048–1108). Es wurde von ungarischen Thronanwärtern regiert. Mit seiner Auflösung 1108 kam es zu einer vollständigen Eingliederung des Gebiets in das ungarische Königreich, die bis 1918 andauerte. (Details siehe unter Fürstentum Nitra.)
Um das Jahr 1300 wurde die Slowakei de facto von den Adeligen Matthäus Csák III. von Trentschin (Čák, Chak, Chaak, Czak) in der West- und Mittelslowakei und Omodej (Amadeus, Amadé, Amadej, Omode) von Aba in der Ostslowakei regiert.
1412 verpfändete Sigismund von Luxemburg einige Städte der Zips an Polen-Litauen. Die Städte verblieben unter polnisch-ungarischer Verwaltung bis 1772. 1419–1437 musste Sigismund von Luxemburg auch in der Slowakei gegen die tschechischen Hussiten kämpfen. 1440–1453 besetzte der tschechische Adlige Johann Giskra (Ján Jiskra) die Slowakei im Zuge der Thronkämpfe im Königreich Ungarn für die Habsburger. 1445–1467 folgten Kämpfe der Herrscher Ungarns gegen die post-hussitischen rebellischen Bratríci in der Slowakei. 1467 entstand in Pressburg die erste Universität auf dem Gebiet der Slowakei und damals die einzige Universität im Königreich Ungarn.
Die Regierung der aus Polen stammenden Jagiellonen-Könige (1490–1526) war durch Anarchie im gesamten Königreich gekennzeichnet, die dann letzten Endes zur Katastrophe von Mohács im Jahre 1526 führte.

### Anti-habsburgische Aufstände und Kriege gegen die Osmanen (1526–1711)
Nach der Schlacht bei Mohács (1526), die mit einem Sieg der Osmanen endete, und einem anschließenden Bürgerkrieg (1526–1538) zerfiel das Königreich Ungarn in drei Teile:
- Das habsburgische „Königliche Ungarn“ (faktisch eine habsburgische Provinz): die heutige Slowakei (bis auf türkische Gebiete im äußersten Süden der Mittelslowakei) und ein kleiner Teil im Nordosten des heutigen Ungarns mit dem Burgenland sowie West-Kroatien. Dabei handelte es sich allesamt um Gebiete, die fast ausschließlich von Nicht-Magyaren, Deutschen und Slawen, bewohnt wurden.
- Siebenbürgen im heutigen Rumänien diesseits des Karpatenbogens (in der Folge zeitweise bis zur Ostslowakei ausgeweitet), das ein türkischer Vasall und später die Ausgangsbasis für die anti-habsburgischen Aufstände in der Slowakei war.
- Die türkische Provinz im Zentrum und Süden des Königreichs Ungarn, die ein direkter Bestandteil des Osmanischen Reiches war.

Obwohl die Slowakei formal Bestandteil von Ungarn blieb, gingen am Anfang des 16. Jahrhunderts mit der türkischen Eroberung des heutigen Ungarns mehr als 400 Jahre magyarisch geprägter Politik zu Ende, und es setzte sich eine vom Haus Habsburg bestimmte Politik durch. Pressburg wurde zur Haupt- und Krönungsstadt Ungarns (1536) und Trnava (dt. Tyrnau, ungar. Nagyszombat) zum Sitz des Erzbischofs (1541).
Außerdem setzte sich nach 1521 in der Slowakei die Reformation durch. Im 17. Jahrhundert begann jedoch eine sehr erfolgreiche Gegenreformation, die aus der weitgehend protestantischen Slowakei langsam wieder ein weitgehend katholisches Land machte.
Parallel zum fast ununterbrochenen Kampf gegen die Osmanen (1520–1686), die auch Teile der südlichen Mittelslowakei eroberten und in der restlichen Slowakei plünderten, folgten 1604 bis 1711 mehrere anti-habsburgische Aufstände, nämlich der Aufstand von Stephan Bocskai (1604–1606), der Aufstand von Gabriel Bethlen (1619–1626), der Aufstand von Georg I. Rákóczi (1644–1645), die Verschwörung Wesselényis (1664–1671), der erste Kuruzenfeldzug (1672), der Kuruzen-Partisanenkrieg (1672–1678), der Aufstand von Emmerich Thököly (1678–1687/1688) und der Aufstand von Franz II. Rákóczi (der „Kuruzenkrieg“, 1703–1711). Gemeinsame Charakteristika der Aufstände waren, dass sie gegen die Habsburger, gegen die Gegenreformation und gegen den Wiener Zentralismus gerichtet waren und in der Regel von den Osmanen unterstützt wurden. Jeder von ihnen hatte aber darüber hinaus auch ganz spezifische Ursachen. Bis auf den Kuruzenkrieg und die Verschwörung Wesselényis spielten sie sich fast ausschließlich auf dem Gebiet der heutigen Slowakei ab und begannen in Siebenbürgen. Ihre Anführer waren oft zugleich Fürsten von Siebenbürgen.

### Aufklärung (1711–1848)

#### Allgemeine Entwicklungen
Nach fast 200 Jahren antitürkischer Kämpfe (1520–1686) und anti-habsburgischer Aufstände (1604–1711) in der Slowakei bedeutete der Frieden von Sathmar/Satu Mare (1711) den Beginn einer langen Friedensperiode. Diese ermöglichte eine deutliche wirtschaftliche, soziale und kulturelle Konsolidierung. Etwa 92 % der Last des Wiederaufbaus des Königreichs Ungarn mussten die Städte und die Hörigen in der Slowakei tragen. Die Slowaken bevölkerten die entvölkerten Gebiete im Süden (seit 1690). In der Slowakei lebten 50 % der Gesamtbevölkerung des Königreichs Ungarn, das slowakische Wirtschaftspotential war um 1400 % höher als das des von den Türken zurückeroberten Restungarns, und 70 % der Handwerker und Kaufleute Ungarns waren in der Slowakei ansässig.

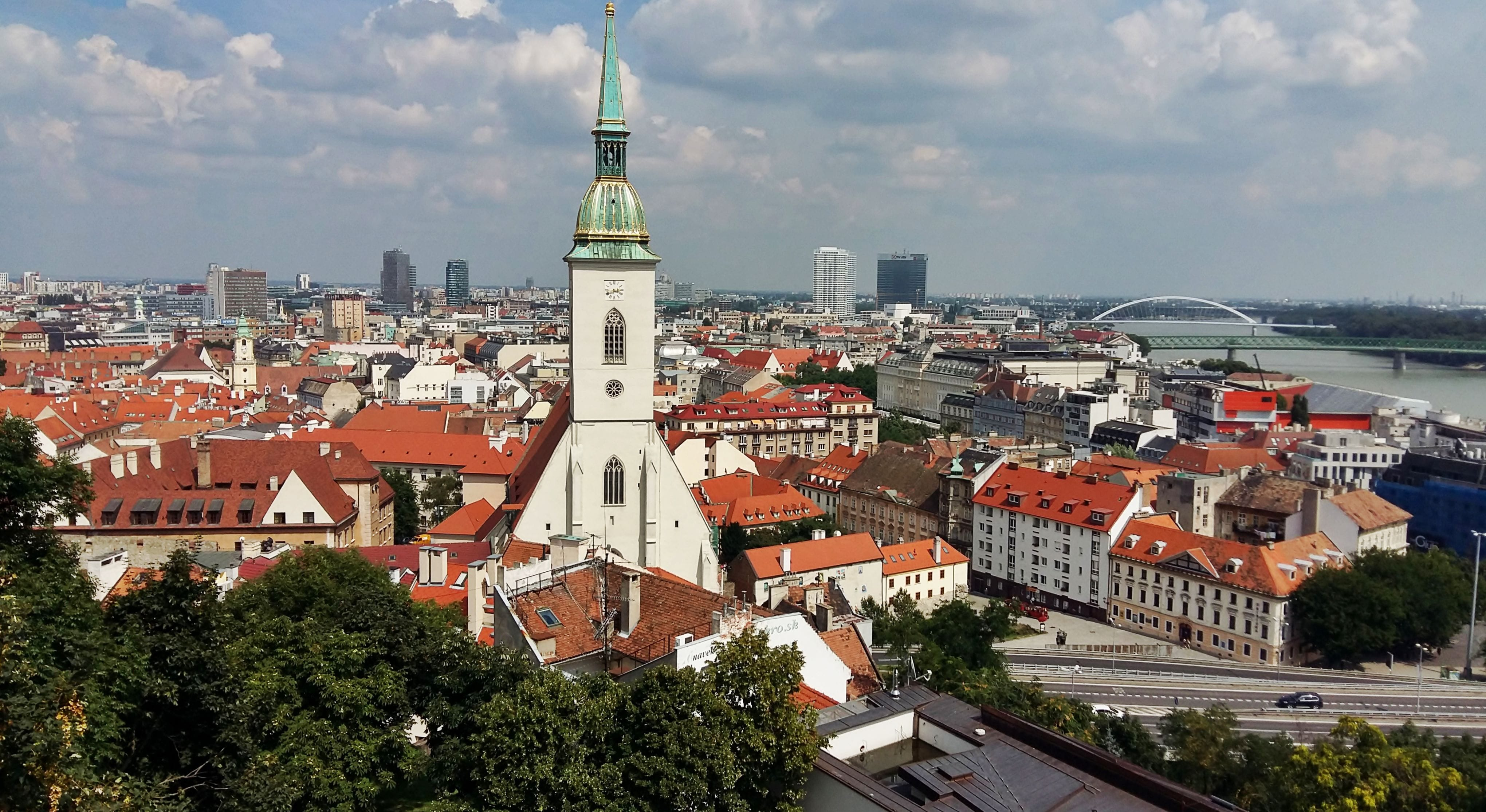
Bratislava mit dem Martinsdom, der Krönungskirche der ungarischen Könige

Gerade als am Ende des 18. Jahrhunderts Pressburg die größte Stadt im Königreich Ungarn geworden war, verlegte Kaiser Joseph II. 1784 die ungarischen Zentralbehörden nach Buda (slow. Budín, dt. Ofen). Allerdings fanden in Pressburg noch bis 1830 Krönungen und bis 1848 Sitzungen des ungarischen Landtags statt. Die Bedeutung der Slowakei nahm in der ersten Hälfte des 19. Jahrhunderts deutlich ab.
Die 1789 ausgebrochene Französische Revolution hatte auch Auswirkungen in der Slowakei und im restlichen Ungarn. 1794 entstand unter ihrem Einfluss die sogenannte Bewegung der Jakobiner des Königreichs Ungarn, die sogenannte Verschwörung von Ignjat Martinović (slow. Ignác J. Martinovič, ung. I. Martinovics). Es waren etwa 200 Personen im ganzen Land beteiligt, darunter auch sehr viele Slowaken. Ihr Ziel war die Schaffung einer demokratischen Republik nach französischem Vorbild, die Abschaffung der Monarchie und die Umwandlung Ungarns in eine Föderation bestehend aus den Provinzen Ungarn, Slowakei, Illyrien und Walachei. Die Verschwörung wurde aber verraten.
Auch die Napoleonischen Kriege berührten die Slowakei: Durchzug russischer Truppen (1789–1800), Besetzung von Pressburg durch napoleonische Truppen im November 1805 und Dezember 1805 mit Unterzeichnung des (vierten) Friedens von Pressburg nach der Schlacht bei Austerlitz; 1809 mit Unterzeichnung eines Waffenstillstands durch Napoleon und Sprengung der Burg Devín/dt. Theben. Das Königreich Ungarn verlor in den Napoleonischen Kriegen insgesamt 120.000 Soldaten, von denen ein großer Teil auch aus der Slowakei stammte. Der Kaiser rief 1812–1825 den Landtag von Pressburg nicht ein, da dieser seine finanziellen Forderungen nach dem Staatsbankrott der österreichischen Monarchie (1811) nicht erfüllen wollte. 1815 fanden viele Verhandlungen im Rahmen des Wiener Kongresses auch im benachbarten Pressburg statt.
Im Mai 1831 breitete sich in der Ostslowakei von Galizien her die Cholera aus. Die anschließenden Hygienemaßnahmen der Behörden haben bei der ungebildeten und hungernden Bevölkerung im Sommer den Ostslowakischen Bauernaufstand (auch Choleraaufstand genannt) ausgelöst, an dem 40.000 Aufständische beteiligt waren.
Während am Anfang des 17. Jahrhunderts etwa 90 % der Bevölkerung der Slowakei protestantisch waren, wendete sich im 18. Jahrhundert (nach 1711) das Blatt, und die Protestanten wurden (bis heute) langsam zu einer Minderheit. Im katholischen Bereich nahm Kaiser Joseph II. den Bischöfen das Recht, Priester zu erziehen, und richtete stattdessen staatliche Generalseminar ein. Eines davon wurde 1783 in Pressburg errichtet und spielte eine wichtige Rolle bei der nationalen Bewegung der Slowaken.

#### Wirtschaft
Die 1720er Jahre brachten eine wichtige Neuerung – die Manufakturen (seit 1722, größere Verbreitung erst 1784). Die Anfänge der industriellen Revolution (Industrialisierung) und damit auch die ersten Fabriken in der Slowakei reichen zwar bis in die 1820er und 1830er Jahre zurück, die meisten Fabriken entstanden aber erst am Ende des 19. Jahrhunderts. Das 18. Jahrhundert wird auch als das Goldene Zeitalter des slowakischen Bergbaus bezeichnet. Im 19. Jahrhundert wurde der jahrhundertelange Abbau von Edelmetallen, deren Menge nach mehreren Jahrhunderten Ausbeutung langsam aufgebraucht wurde, durch den Abbau von Eisenerz ersetzt. Das Slowakische Erzgebirge wurde zum Hauptgebiet der Eisenerzförderung im Königreich. 1831 wurden in der Slowakei 78 % der Roheisen- und 64 % der Gusseisenproduktion des Königreichs Ungarns produziert.
Die wichtigsten Industriezentren der Slowakei waren Pressburg und Košice (dt. Kaschau). Nachdem die Zentralbehörden 1784 von Pressburg nach Buda verlegt worden waren, wurde Pressburg im Laufe der ersten Hälfte des 19. Jahrhunderts durch Buda in seiner Rolle als wichtigstes Wirtschafts- und Industriezentrum des Königreichs Ungarn abgelöst.
Erst 1840 wurde zwischen Pressburg und dem Vorort Svätý Jur die erste (Pferde)Eisenbahnlinie im Königreich Ungarn eröffnet. 1848 folgte die Verbindung Pressburg–Wien (zugleich die erste Dampfeisenbahnlinie auf dem Gebiet der heutigen Slowakei) und 1850 Pressburg–Pest (Stadt).

#### Kultur und Sprache
Im Bereich von Kultur und Sprache wurde 1714 der größte slowakische Gelehrte des 18. Jahrhunderts, Matthias Bel, Rektor des 1607 gegründeten Evangelischen Lyzeums in Pressburg. 1735 entstand in Banská Štiavnica (dt. Schemnitz) eine Bergbauschule, aus der 1762 die berühmte erste Bergbauhochschule der Welt entstand. 1819 wurde der Slowake Kardinal Alexander Rudnay Erzbischof von Esztergom (dt. Gran). Er förderte unter anderem die slowakische religiöse Literatur und krönte 1830 den letzten ungarischen König, der in Pressburg gekrönt wurde.

##### Anfänge der Magyarisierung
1784 wurde im Rahmen des Josephinismus Deutsch (statt Latein) als Amts- und Unterrichtssprache im Königreich Ungarn eingeführt. Dies wurde 1790 aufgehoben, gleichzeitig verabschiedete der Landtag die ersten Gesetze zur Förderung der ungarischen Sprache auf Kosten der anderen im Königreich verwendeten Sprachen. Damit begann die Magyarisierung der nichtmagyarischen Bevölkerung des Königreichs, die dann im 19. Jahrhundert sukzessive zunahm. Die Magyaren (= ethnische Ungarn), vor allem deren Adel, fingen an, sich als das einzige Staatsvolk im Königreich Ungarn zu betrachten, in dem sie jedoch nur eine Minderheit der Bevölkerung ausmachten. Seit den 1820er Jahren gab es aber bereits eindeutige und offene Bestrebungen, das Königreich in einen Staat mit Ungarisch als einziger Sprache umzuwandeln. Es gab Adlige, die eine allmähliche Assimilierung der Nichtmagyaren Ungarns erreichen wollten (mittlerer Adel unter der Führung von István Széchenyi), aber auch solche, die radikal einen magyarischen Nationalstaat schaffen wollten (niederer Adel unter der Führung von Lajos Kossuth). In den 1830er Jahren setzte sich die radikale Gruppierung durch. In den 1840er Jahren wandte sich diese vor allem gegen die Slowaken. In den 1830er und 1840er Jahren, vor allem 1844, wurde Latein, das etwa 1000 Jahre als Amtssprache im Königreich verwendet worden war, nach und nach durch die ungarische Sprache ersetzt, was auf heftigen Widerstand der Nichtmagyaren stieß.

##### Slowakische Nationalbewegung
Bei den Slowaken nahm im 18. Jahrhundert das Nationalbewusstsein deutlich zu und – ähnlich wie bei den Magyaren und anderen Nationen dieser Region – begann unter Joseph II. (1780–1790) unter dem Einfluss der Aufklärung der Prozess der Formierung der modernen slowakischen Nation (auch Nationale Wiedergeburt genannt). Dieser Prozess (1780–1848/1867) wird üblicherweise in drei Phasen (Generationen, 1780–1820, 1820–1835, 1835–1848) eingeteilt. Er mündete 1843 in der Kodifizierung der heutigen Form der slowakischen Schriftsprache durch Ľudovít Štúr und in der Beteiligung der Slowaken an der Revolution 1848/49 zusammen mit Wien gegen die Magyaren.
Im Rahmen der Revolution von 1848 kämpften die Slowaken zusammen mit den kaiserlichen Truppen gegen die Magyaren (→ Slowakischer Aufstand).

### Vor dem Ersten Weltkrieg (1850–1914)
In der zweiten Hälfte des 19. Jahrhunderts folgte in der Slowakei eine längere Friedensperiode. Bis 1867 zum österreichisch-ungarischen Ausgleich hatten die deutschen Österreicher die Vorherrschaft im Königreich Ungarn, einschließlich der Slowakei, seit 1867 hingegen die Magyaren als das nunmehr zweite „Herrschervolk“.
Die Amtssprache in der Slowakei war 1849–1868 Deutsch (Gerichtssprache überwiegend Ungarisch), wobei im Kontakt mit der einfachen slowakischen Bevölkerung auch Slowakisch toleriert wurde. 1860–1868 waren Deutsch und Ungarisch die Amtssprachen. Von 1868 an war Ungarisch die fast ausschließliche Amtssprache.

#### 1850–1867 (Ära Bach und Zeit des Provisoriums)
In der Slowakei und den anderen Teilen der Habsburgermonarchie konnte man sich während der neoabsolutistischen Ära Bach (1851–1859) nationalen Aktivitäten kaum widmen. Die Anführer der Slowaken Ľudovít Štúr und sein Kollege Jozef Miloslav Hurban waren beispielsweise als „verdächtige Personen“ unter ständiger polizeilicher Aufsicht. Die Aktivitäten wurden erst nach 1861 verstärkt wieder aufgenommen.
Hinsichtlich der slowakischen Schriftsprache nahm diese 1851 bei einem Treffen slowakischer Persönlichkeiten im Prinzip endgültig ihre heutige Form an. Im gleichen Jahr führte die Regierung in Wien in der Slowakei vorübergehend das „Altslowakische“ als Amtssprache ein (siehe auch Ján Kollár).
Am 6. und 7. Juni 1861 wurde an einer Versammlung von 6000 slowakischen Persönlichkeiten in der Stadt Martin das Memorandum der slowakischen Nation verabschiedet, das unter anderem die Schaffung einer selbständigen Gebietseinheit auf dem Gebiet der Slowakei (der „Slowakischen Gegend“), die Anwendung des Slowakischen in den slowakischen Komitaten, der Schaffung eines Lehrstuhls für die slowakische Sprachen an der Universität von Pest, der Möglichkeit der Gründung von slowakischen Kultur- und Literaturvereinen und Ähnlichem verlangte. Im Dezember legten die Slowaken dann dem Kaiser das modifizierte Wiener Memorandum vor, in dem sie bereits einen eigenen Landtag und ein eigenes Kronland verlangten. Der Kaiser erlaubte daraufhin den Slowaken zumindest aus eigenen Mitteln drei einzig slowakischsprachige Gymnasien (1862 Veľká Revúca, 1867 Martin, 1869 Kláštor pod Znievom) sowie vor allem 1863 die Slowakische Matica (Matica slovenská – matica bedeutet auf Serbisch ‚Quelle/Bienenkönigin‘, die Benennung geht auf die 1826 gegründete serbische Matica zurück), eine Gesellschaft zur Pflege der slowakischen Sprache, Kultur und Wissenschaft, zu gründen. Der erste Vorsitzende der Matica war Štefan Moyzes, ihr Sitz war Martin. Mangels anderer slowakischer Institutionen avancierte die Matica zu einer Repräsentantin der Slowaken und knüpfte Kontakte mit anderen Kultur- und wissenschaftlichen Institutionen Europas.
Politisch gab es in der Slowakei in den 1860er und 1870er Jahren zwei Gruppierungen. Dabei handelte es sich zum einen um die Alte slowakische Schule (Stará škola slovenská), die für die traditionelle Zusammenarbeit der Slowaken mit Wien gegen die Magyaren war. Die wichtigsten Vertreter waren Jozef Miloslav Hurban, Štefan Marko Daxner und Janko Francisci. Aus dieser Gruppierung entstand 1871 die Slovenská národná strana (Slowakische Nationalpartei). Die zweite, kleinere Gruppierung war die Neue slowakische Schule (Nová škola slovenská), die sich für eine Verständigung mit den Magyaren einsetzte und bis 1875 bestand.

#### 1867–1914
Nach dem österreichisch-ungarischen Ausgleich von 1867 zerfiel die österreichische Monarchie in zwei nur lose verbundene Teile, die inoffiziell als Cisleithanien und Transleithanien bezeichnet wurden und sich zunehmend voneinander entfremdeten, was am Ende des Ersten Weltkriegs 1918 zum Zerfall Österreich-Ungarns führte.
1869 wurde Jozef Miloslav Hurban, eine der führenden Persönlichkeiten der Slowaken, von den ungarischen Behörden ins Gefängnis gesteckt, er wurde aber nach Kritiken in Wiener Zeitungen aufgrund einer Anordnung des österreichischen Kaisers 1870 wieder entlassen. 1874–1875 ließen die ungarischen Behörden die einzigen slowakischen Mittelschulen (Gymnasien) schließen. Während der Regierung von Kálmán Tisza (1875–1890) folgte 1875 die Schließung der Matica slovenská, deren durch Schenkungen der Slowaken und des Kaisers entstandenes Vermögen beschlagnahmt wurde und die dadurch bis heute zum nationalen Symbol der Slowaken avancierte. Unter diesem Premierminister, der 1875 sagte, dass er keine slowakische Nation kenne, wurden die Slowaken nicht nur kulturell, sondern auch wirtschaftlich unterdrückt. Zahlreiche Gewerbebetriebe der Slowaken wurden als „panslawistische Unternehmen“ bezeichnet und deshalb geschlossen.
Nach den Landtagswahlen von 1865 gelangte kein Slowake (1869: 4, 1872: 3, 1875/1881/1896: 0, 1901: 4, 1905: 2, 1906: 7, 1910: 3) in den 415-köpfigen ungarischen Landtag, obwohl den Slowaken nach den Volkszählungen etwa 40–50 Sitze zugestanden hätten. An den Wahlen von 1878 und 1884–1901 nahm die Slovenská národná strana aus Protest gegen die Wahlmanipulationen nicht teil. Nur die reichsten oder adeligen Staatsbürger (5 % der Bevölkerung) waren wahlberechtigt, Korruption, Gewaltakte bei der Wahl, Verhaftungen nichtmagyarischer Kandidaten, Streichungen slowakischer Persönlichkeiten von der Wahlliste waren üblich.
Die slowakischen Politiker wurden erst in der zweiten Hälfte der 1890er Jahre wieder aktiv. Die Slovenská národná strana zerfiel zu dieser Zeit in mehrere Strömungen: Die katholische Strömung unter der Führung des Priesters Andrej Hlinka gründete 1906 beziehungsweise 1913 die Slowakische Volkspartei, die später im 20. Jahrhundert eine wichtige Rolle spielte. Eine andere Strömung stellten die sogenannten Hlasisten dar – dies waren slowakische Studenten in Prag, Wien und Budapest. Sie stand unter starkem Einfluss des Prager Professors Tomáš Garrigue Masaryk. Diese Strömung wurde 1909 durch die ebenfalls liberalen und pro-tschechoslowakisch ausgerichteten Prúdisten ersetzt. Die Hlasisten und die Prúdisten engagierten sich für die Entstehung der Tschechoslowakei. Die letzte Strömung stellte die Bauernbewegung unter der Führung von Milan Hodža dar, die vor dem Ersten Weltkrieg eine Zusammenarbeit mit dem Thronfolger Franz Ferdinand anstrebte, der sich für eine Föderalisierung Österreich-Ungarns einsetzte. Zusätzlich zur Slowakischen Nationalpartei entstand unter dem Einfluss tschechischer Sozialdemokraten 1905 die Slowakische Sozialdemokratische Partei (seit 1906 autonome Fraktion der Ungarischen Sozialdemokratischen Partei). Sie verlangte neben sozialdemokratischen Errungenschaften auch die völlige Gleichbehandlung der Slowaken.
1907 wurde der Priester Andrej Hlinka aufgrund konstruierter Anschuldigungen von ungarischen Behörden ins Gefängnis gesteckt. 1909 wurde er vom Heiligen Stuhl für unschuldig erklärt. 1907 ereignete sich auch der Zwischenfall von Černová, der die Aufmerksamkeit der Welt auf die Verhältnisse in Ungarn lenkte: Ungarische Gendarmen erschossen in diesem Dorf 15 Bewohner (einschließlich schwangerer Frauen und Kinder), verletzten 12 schwer und steckten 40 weitere Dorfbewohner ins Gefängnis, weil diese verhindern wollten, dass ihre neue von ihnen erbaute Kirche von einem ungarischen Priester statt von dem dort geborenen Andrej Hlinka geweiht wurde. Diese Tat wurde neben der ausländischen Presse unter anderem auch vom Vorsitzenden des österreichischen Parlaments und vor allem von den tschechischen Abgeordneten dieses Parlaments kritisiert.
Seit dem Ende des 19. Jahrhunderts kam es zu einer Intensivierung der Zusammenarbeit zwischen den Tschechen und Slowaken. Neben den Aktivitäten slowakischer Studenten in Prag (siehe oben Hlasisten) hatten praktisch alle slowakischen politischen Strömungen Kontakte zu den Tschechen. Einige Jahre vor dem Beginn des Ersten Weltkriegs entstand auch eine intensive Zusammenarbeit der tschechischen und slowakischen Auswanderer in den USA. Es gab aber auch viele Slowaken, die mit den ebenfalls im Königreich Ungarn lebenden Kroaten, Serben, Ruthenen und Rumänen sowie mit den Russen intensive Kontakte pflegten.
Auch die amerikanischen Slowaken waren sehr aktiv. Um 1900 bestanden in den USA bereits 12 wichtige slowakische Vereine, die unter anderem mehr Zeitungen und Zeitschriften herausgaben, als es in der Slowakei selbst der Fall war. 1893 wurde in Chicago die Slowakische Matica in Amerika gegründet, die die Tätigkeit der 1875 verbotenen Matica fortsetzte. 1907 wurde in Cleveland (Ohio) die Slovak League of America gegründet, die die finanzielle und politische Unterstützung der Slowakei zum Ziel hatte.

#### Magyarisierung

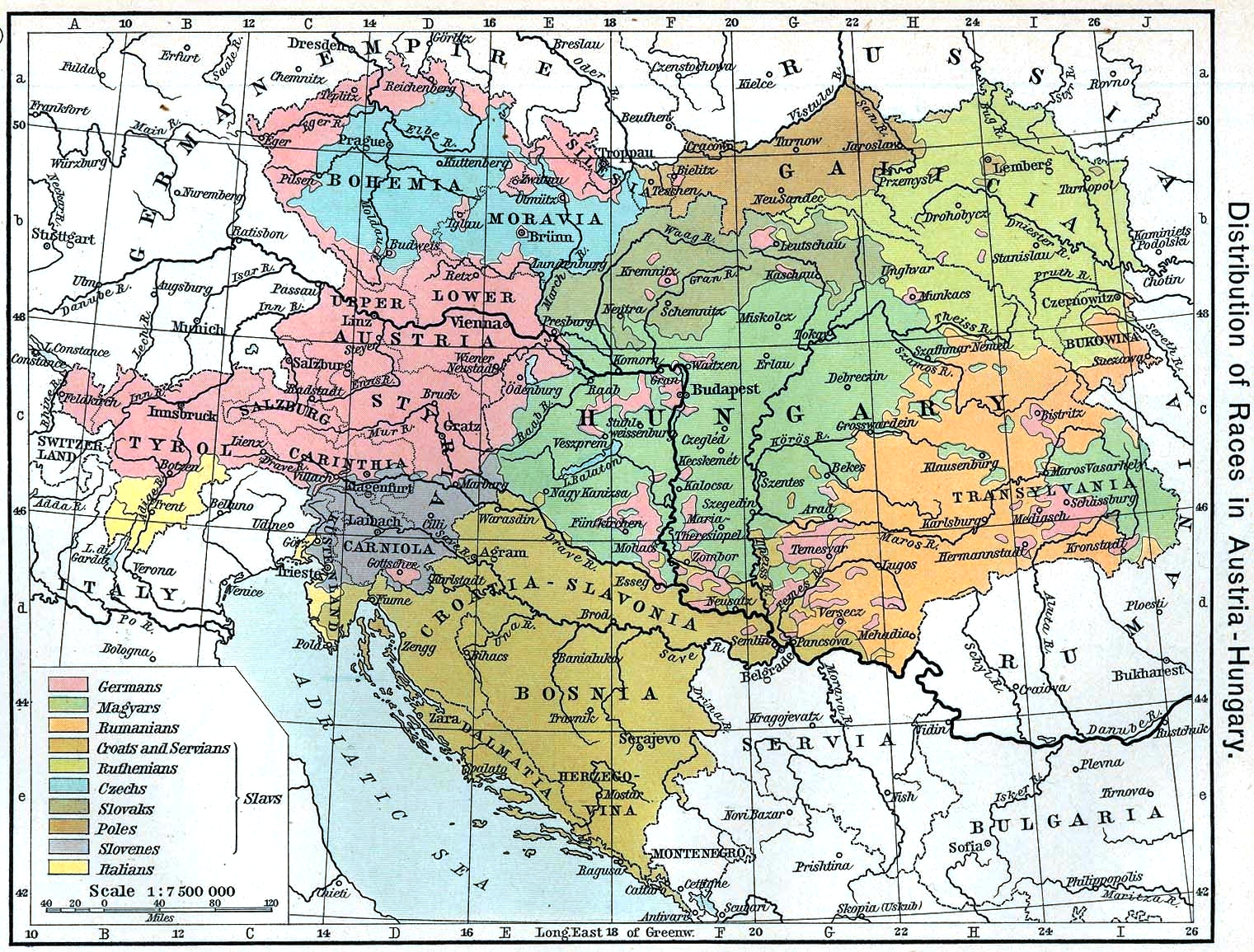
Verteilung der Umgangssprachen in Österreich-Ungarn

Nach dem österreichisch-ungarischen Ausgleich erreichte die Magyarisierung, die in den Jahren nach der Revolution (1849–1860) vorübergehend eher durch eine Germanisierung ersetzt worden war, ihren Höhepunkt. Sie wurde zur offiziellen Staatsideologie erklärt. 1868 wurden alle Bürger Ungarns per Gesetz zu Mitgliedern „einer einzigen untrennbaren ungarischen [d. h. auf Ungarisch = magyarischen] Nation“, obwohl noch 1850 weniger als 50 % der Bevölkerung des Königreichs Ungarn Magyaren waren. Das Ungarische wurde zudem zur einzigen Staatssprache erklärt. Die drei einzigen slowakischen Gymnasien in der Slowakei (die von den Slowaken selbst gegründet worden waren) wurden 1874–1875 wegen „Panslawismus“ geschlossen. Seither gab es bis 1918 in der Slowakei keine einzige slowakische Mittelschule mehr. 1875 wurde die Slowakische Matica geschlossen. 1879–1893 wurde durch mehrere Gesetze die ungarische Sprache in den Kindergärten (1891) und Volksschulen (1879) als einzige Sprache vorgeschrieben.
In mehreren Etappen, zunächst noch zögerlich, wurde unter Ministerpräsident Kálmán Tisza, jede nationale Äußerung zusehends unmöglich gemacht. Die Situation war mit der Leugnung der Existenz der slowakischen Nation durch Tisza verhärtet.
Zwischen 1872 und 1900 sank die Anzahl der slowakischsprachigen Volksschulen im gesamten Königreich von 1822 auf 528 (−71 %) und jene der deutschen von 1232 auf 383 (−69 %), während die Anzahl der ungarischsprachigen Volksschulen von 5.819 auf 10.325 anstieg (+77 %). Entsprechend dem offiziellen Anteil der slowakischen beziehungsweise deutschen Schüler hätten damals dabei die Slowaken und Deutschen ungefähr viermal so viele Schulen benötigt. Slowakischen Studenten, die an magyarischen Schulen studierten (was praktisch immer der Fall war), war es verboten, sich in oder außerhalb der Schule auf Slowakisch zu unterhalten und slowakische Bücher oder Zeitungen zu besitzen, sonst mussten sie die Schule verlassen. In den 1890ern wurden zahlreiche slowakischsprachige Theatervorstellungen sowie diverse Vereine (zum Beispiel 1896 der Literaturverein von Myjava) verboten. 1898 trat ein Gesetz in Kraft, nach dem sämtliche Gemeinden im Königreich unabhängig von ihrer Bevölkerung nur ungarische Namen tragen durften. Geplante Protestversammlungen der Slowaken, Serben oder Rumänen gegen diese und andere Magyarisierungsgesetze wurden verboten und Autoren von Protestartikeln in Zeitungen verhaftet.
1907 folgte dann mit den Apponyischen Schulgesetzen (benannt nach dem damaligen Schulminister Albert Apponyi) der Höhepunkt der Magyarisierung: Aufgrund dieses Gesetzes durften Slowakisch und Deutsch nur noch eine Stunde pro Woche als Fremdsprache unterrichtet werden. Äußerst negative Folgen hatten die Gesetze an der weltberühmten Bergbauakademie in Banská Štiavnica, an der die zahlreichen ausländischen Studenten, vor allem Deutsche, den Vorlesungen nicht mehr folgen konnten und umziehen mussten (meist nach Vordernberg oder Leoben).
Im kirchlichen Bereich wurden Priester, die nicht auf Ungarisch arbeiten wollten, in die ärmsten Dörfer in den Bergen geschickt. Priester(schulen) konnten für den bloßen Besitz slowakischsprachiger Bücher wie auch für die Anwendung der slowakischen Sprache bestraft werden.
1883 beziehungsweise 1885 wurden von den Behörden die Vereine FMKE (Felsőmagyarországi Magyar Közművelődési Egyesület/Ungarischer Bildungsverein für Oberungarn) beziehungsweise der MTK (Magyarországi Tót Közművelődési Egyesület/Bildungsverein für ungarländische Slowaken) gegründet, die speziell die Magyarisierung der slowakischen Bevölkerung zur Aufgabe hatten. Am Ende des 19. Jahrhunderts wurden (nach manchen Quellen bis zu 60.000) slowakische Kinder aufgrund behördlicher Anordnungen unter der Schirmherrschaft des FMKE zum Arbeitsdienst in ungarischsprachige Teile des Königreichs geschickt (vor allem in den Jahren 1887 und 1892).
Diese Politik ließ den Bevölkerungsanteil der Magyaren auf knapp über die Hälfte anwachsen. Zwischen 1880 und 1910 stieg der Prozentsatz der sich als Magyaren bekennenden Bürger Ungarns (ohne Kroatien) von 44,9 auf 54,6 Prozent. 1913 waren nur 7,7 % der Gesamtbevölkerung wahlberechtigt oder durften öffentliche Ämter bekleiden. Nach einer Änderung des Wahlrechts kurz vor Kriegsende stieg dieser Prozentsatz auf ganze 13 %. Von 1900 bis 1910 war die Zahl der Slowaken, zum ersten Mal auch absolut, auf 1,7 Millionen gesunken. Bei der ersten tschechoslowakischen Volkszählung 1921, zeigte sich aber, dass diese Magyarisierung vielfach nur vorübergehend war, weil die Anzahl der Magyaren um 250.000 abgenommen, gleichzeitig die der Slowaken um 300.000 zugenommen hatte.

#### Wirtschaft, Auswanderung, Slowaken im Ausland
Das Königreich Ungarn wurde im Zeitraum von 1850 bis 1918 von Modernisierung und Verstädterung erfasst. Die Slowakei zählte zu den industriereichsten Gebieten des Königreichs Ungarn, wobei jedoch Ungarn als solches industriell noch sehr rückständig war. Außerhalb der wichtigsten Industriegebiete der Slowakei, Bratislava/Pressburg und der Zips, gab es jedoch zahlreiche Gebiete, vor allem in der Ost- und Nordslowakei, in denen die Bevölkerung hungerte. Diese Entwicklung wurde auch durch den langsamen Niedergang des einst so wichtigen slowakischen Bergbaus sowie durch die Tatsache bestärkt, dass im Sinne der Magyarisierungspolitik die Slowaken beispielsweise nicht bei der Bahn oder in der öffentlichen Verwaltung arbeiten durften.
Eine Folge der Armut, der Choleraepidemie von 1872 bis 1873 (bei der 2,3 % der Slowaken starben) und zum Teil auch der repressiven Magyarisierung war die massenweise Auswanderung von Slowaken, Deutschen und Ruthenen, die in einem größeren Ausmaß am Ende der 1870er Jahre begann und am Anfang des 20. Jahrhunderts ihren Höhepunkt erreichte. Ungefähr 40–50 % der Auswanderer aus dem Königreich Ungarn stammten aus den Komitaten in der Slowakei, vor allem aus der Ostslowakei. 1871–1914 wanderten etwa 650.000 Menschen, meist Slowaken, aus der Slowakei aus, davon 500.000 in die USA (vor allem an die Ostküste) und 150.000 in andere Teile des Königreichs Ungarn (Budapest, Transdanubien, Siebenbürgen) und nach Europa (vor allem nach Wien). Dabei hatte die Slowakei im Jahre 1890 lediglich 2,6 Millionen Einwohner.
Die amerikanischen Slowaken trugen deutlich zur Aufrechterhaltung des slowakischen Nationalbewusstseins sowie zu der späteren Entstehung des Staates Tschechoslowakei bei. Die 500.000 amerikanischen Slowaken machten knapp vor dem Beginn des Ersten Weltkriegs zahlenmäßig etwa ein Viertel aller Slowaken aus. Bereits 1860 und in den folgenden Jahren kämpften die ersten slowakischen Auswanderer im Rahmen der von dem Slowaken Gejza Mihalóci (nach dem das Fort Mihalotzy in Tennessee benannt wurde) gegründeten slawischen Militäreinheit Slavonian Lincoln Rifle Company im Sezessionskrieg auf der Seite der Nordstaaten.
Obwohl 1900 die größte Stadt auf dem Gebiet der Slowakei Pressburg mit 60.000 Einwohnern war, wurde die Stadt Pittsburgh (knapp vor dem Ersten Weltkrieg) in den USA zur Stadt mit den meisten Slowaken. Außerdem lebten viele Slowaken in der ungarischen Hauptstadt Budapest (1900 waren etwa 110.000, 1910 etwa 150.000 Einwohner Budapests auf dem Gebiet der heutigen Slowakei geboren). Seit 1690 waren Slowaken in südliche Teile des Königreichs Ungarn ausgewandert, so dass um 1900 bereits etwa 500.000 Slowaken im heutigen Ungarn, Serbien, Rumänien und Kroatien lebten.

## Erste Tschechoslowakische Republik

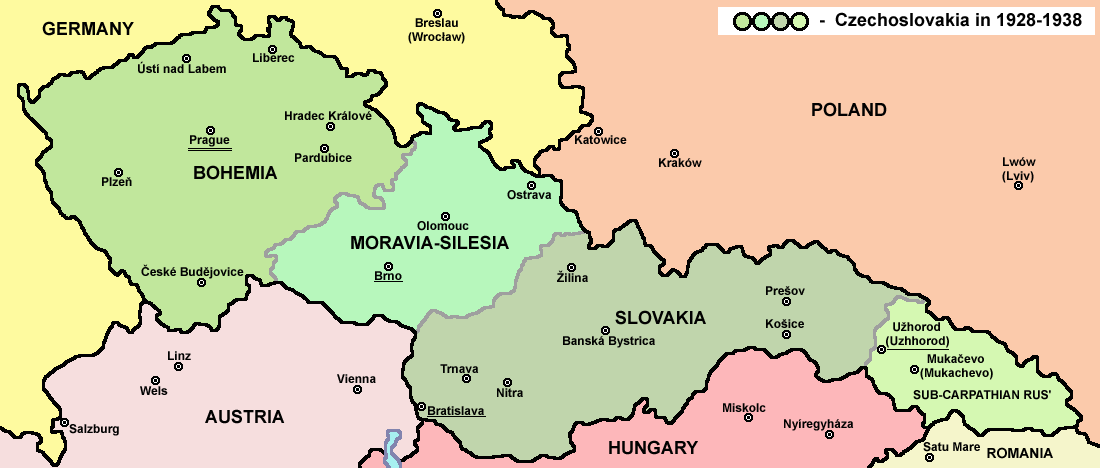
ČSR in der Zwischenkriegszeit

Ethnographische Gliederung der ČSR um 1930

1918 schloss sich die Slowakei mit den vorher von Österreich beherrschten Ländern Böhmen und Mähren zur Tschechoslowakei zusammen.
Kurz nach dem Inkrafttreten des auf deutschen Druck am 30. September 1938 zustande gekommenen Münchner Abkommens erhielt die Slowakei die Autonomie und verlor aufgrund des Ersten Wiener Schiedsspruchs vom 2. November 1938 ihre südlichen Gebiete an Ungarn.

## Slowakischer Staat (1939–1945)
Unter dem Druck Adolf Hitlers, der mit einer Aufteilung des Landes zwischen Polen und Ungarn drohte, und tschechischer Truppen, die auf slowakisches Gebiet vorgerückt waren, erklärte das slowakische Parlament am 14. März 1939 die Unabhängigkeit der Slowakischen Republik, später Erste Slowakische Republik. Dies wurde ein Vasallenstaat des Deutschen Reichs, mit dem es kurz nach der Unabhängigkeitserklärung am 23. März einen sogenannten Schutzvertrag schloss. Damit wurden Deutschland weitreichende Einflussmöglichkeiten in die slowakische Wirtschaft und Außenpolitik eingeräumt. Außerdem wurde dem Deutschen Reich erlaubt, einen Streifen entlang der Grenze zu Mähren (dem Verlauf der Ostränder der Kleinen und Weißen Karpaten sowie des Javorník-Gebirges folgend) als „Schutzzone“ militärisch zu besetzen. Die deutsche Erklärung, die Integrität des slowakischen Territoriums zu schützen, erwies sich schon bald als unwirksam, als Ungarn von Osten angriff und Teile der Ostslowakei besetzte (siehe Slowakisch-Ungarischer Krieg). 1939 griffen deutsche Truppen auch von der Slowakei aus und unter Beteiligung slowakischer Verbände Polen an. Spätestens 1944 wurde der nationalsozialistische Völkermord systematisch auf die Slowakei ausgedehnt.

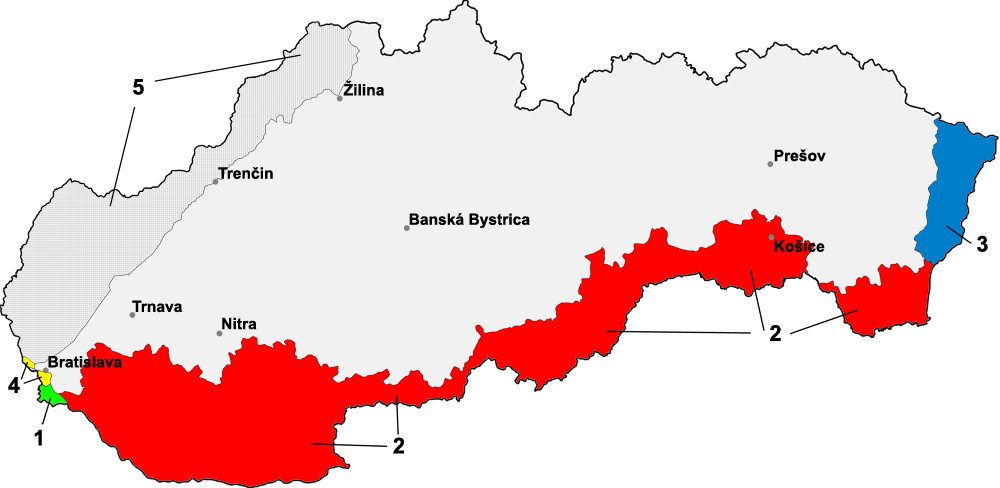
Territoriale Verluste durch den Wiener Schiedsspruch

Verschleppungen der Slowaken oder der Roma fanden nicht statt. Die Juden in der Slowakei wurden aber nach ständigem Druck seitens des Reiches polizeilich erfasst und in Konzentrationslager im Ausland verschleppt (die geplanten Arbeitslager für Juden wurden dann nicht errichtet). Bis Oktober 1942 wurden mindestens 57.000 Juden aus der Slowakei deportiert. Nachdem jedoch publik wurde, um was für „Arbeitslager“ im Ausland es sich in Wirklichkeit handelte, wurden die Transporte gestoppt. Die Deportationen wurden Ende 1944, nach der militärischen Besetzung der gesamten Slowakei durch die deutsche Wehrmacht und dem Slowakischen Nationalaufstand, unter Mitwirkung von SS und SD, nochmals aufgenommen. Viele Slowaken waren im August 1944 an diesem militärisch dann gescheiterten, aber für die Nachkriegszeit wichtigen Aufstand gegen Hitler beteiligt.

## Dritte Tschechoslowakische Republik

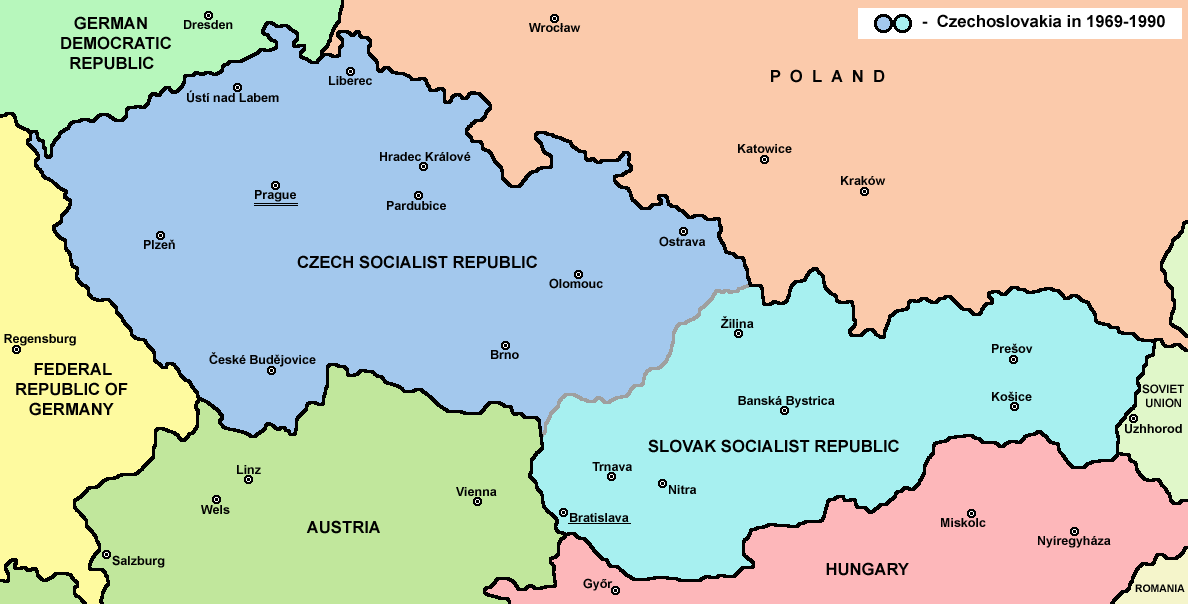
Tschechoslowakische Sozialistische Republik (ČSSR)

Nach dem Zweiten Weltkrieg verlor die Slowakei ihre kurzlebige Unabhängigkeit und wurde erneut Teil der ab 1948 kommunistischen Tschechoslowakei. Die Karpatoukraine wurde von der Sowjetunion besetzt und gehört heute zur Ukraine, außerdem wurden die Grenzen des nunmehrigen Teilstaates geringfügig korrigiert, so im Süden Bratislavas, dem sogenannten Bratislavaer Brückenkopf und ein größerer Gebietstausch an der östlichen Grenze zur damaligen UdSSR. Dabei kamen eine Stadt und einige Gemeinden im Gebiet südlich von Uschhorod bis nach Tschop zur Ukrainischen SSR:
| Slowakisch        | Ukrainisch       | Transkription   | Transliteration  | Ungarisch2    |
| ----------------- | ---------------- | --------------- | ---------------- | ------------- |
| Galoč             | Галоч            | Halotsch        | Haloč            | Gálocs        |
| Palov             | Палло            | Pallo           | Pallo            | Palló         |
| Batva             | Батфа            | Batfa           | Batfa            | Bátfa         |
| Palaď + Komarovce | Паладь-Комарівці | Palad-Komariwzi | Palad’-Komarivci | Palágykomoróc |
| Surty             | Сюрте            | Sjurte          | Sjurte           | Szürte        |
| Malé Rátovce      | Малі Ратівці 1   | Mali Ratiwzi    | Mali Rativci     | Kisrát        |
| Veľké Rátovce     | Великі Ратівці 1 | Welyki Ratiwzi  | Velyki Rativci   | Nagyrát       |
| Malé Slemence     | Малі Селменці    | Mali Selmenzi   | Mali Selmenci    | Kisszelmenc   |
| Šalamúnová        | Соломоново       | Solomonowo      | Solomonovo       | Tiszasalamon  |
| Téglás            | Тийглаш          | Tyhlasch        | Tyhlaš           | Kistéglás     |
| Čop               | Чоп              | Tschop          | Čop              | Csap          |

1 Ortsteil von Ратівці (Ratiwzi, Rativci)

2 Offiziell bis 1918 und 1939–1945
Im Gegenzug kam der Ort Lekárovce zur Tschechoslowakei.

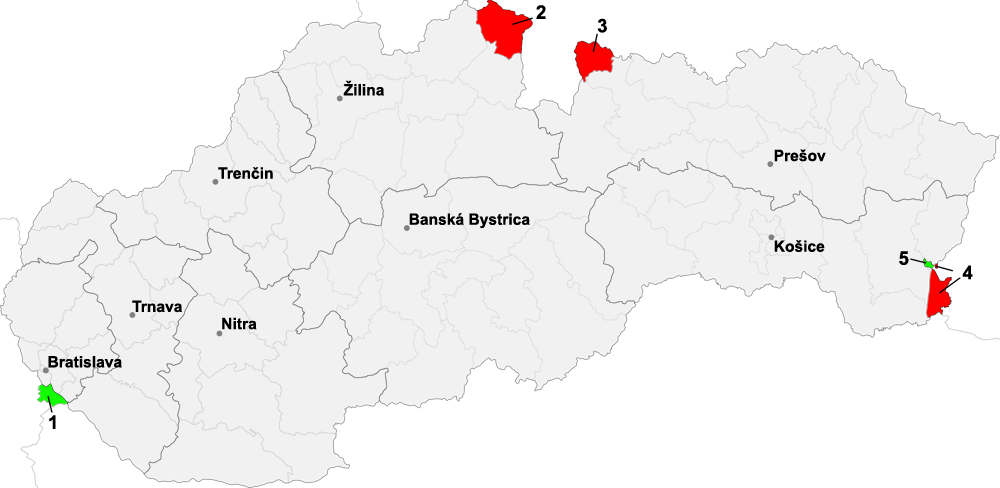
Grenzveränderungen der Slowakei nach 1945

- 1 – Bratislavaer Brückenkopf, am 15. Oktober 1947 von Ungarn übergeben
- 2 – Jabłonka-Gebiet, gehörte vom 12. März 1924 bis zum 21. November 1939 und seit dem 20. Mai 1945 zu Polen
- 3 – Nowa Biała-Gebiet (slowakisch Nová Bela, deutsch Neubela), gehörte vom 12. März 1924 bis zum 21. November 1939 und seit dem 20. Mai 1945 zu Polen
- 4 – Landstreifen mit und nördlich der Stadt Tschop, kam 1945 im Zuge der Abtretung der Karpatoukraine zur Sowjetunion
- 5 – Lekárovce mit unmittelbarer Umgebung kam 1946 im Zuge der Grenzberichtigung zur Karpatoukraine zur Tschechoslowakei

Die deutsche Bevölkerung wurde vor dem Kriegsende 1945 größtenteils vor der heranrückenden Roten Armee evakuiert, zum Teil wurde sie auch vertrieben (siehe Karpatendeutsche). Bei der ungarischen Bevölkerung kam es teilweise zu einem „Bevölkerungsaustausch“.

## Unabhängige Slowakei seit 1993
Nach der Unabhängigkeit blieben Ministerpräsident Vladimír Mečiar und dessen seit der Parlamentswahl 1992 amtierende HZDS-Minderheitsregierung, die von der Slovenská národná strana (SNS) unterstützt wurde, weiterhin im Amt. Zum Staatspräsidenten wurde der HZDS-Nominant Michal Kováč gewählt. Ab Oktober 1993 gingen die Parteien HZDS und SNS auch offiziell eine Koalition ein. Nach mehreren Parteiaustritten von HZDS-Abgeordneten sowie der Spaltung der SNS wurde Mečiars zweite Regierung im Frühjahr 1994 erneut zu einer Minderheitsregierung. Am 14. März 1994 wurde Mečiar nach Kritik des Staatspräsidenten an dessen Regierungsstil wieder vom Parlament abgesetzt und durch eine neunmonatige wirtschaftsliberale Übergangsregierung der Oppositionsparteien unter Jozef Moravčík ersetzt (siehe Regierung Jozef Moravčík).

### „Mečiarismus“ und „Dritter Weg“ (1994–1998)

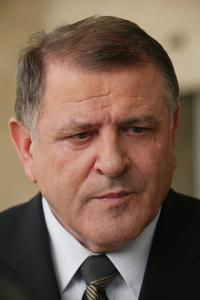
Vladimír Mečiar, Staatsgründer der Slowakei und autoritärer Premier der 1990er Jahre

Die vorgezogenen Neuwahlen im September 1994 gewann wieder Mečiars HZDS mit 35 % der Stimmen, die daraufhin eine Koalition mit der ins rechtsradikale Lager gekippten SNS (5,4 %) sowie der neu ins Parlament eingezogenen linkspopulistischen ZRS (7,3 %) bildete (siehe Regierung Vladimír Mečiar III). Der in den folgenden Jahren etablierte autoritäre und populistische Regierungsstil des Ministerpräsidenten und seiner HZDS wurde bzw. wird oft auch als „Mečiarismus“ (slowak. Mečiarizmus) bezeichnet.
Wirtschaftspolitisch verweigerte sich die 1994er Koalition der vom Westen gewünschten totalen Marktöffnung und bestand man auf größeren Handlungsspielraum für soziale, regionale und nationale Politik. Dem Modell einer „Marktwirtschaft ohne Adjektive“, wie sie in Tschechien eingeführt wurde, stellte Mečiar einen öko-sozialen „dritten Weg“ zwischen Sozialismus und Kapitalismus entgegen. In der Wirtschaftspolitik sollte der Staat als Moderator und Beschützer der heimischen Wirtschaft auftreten. Privatisierungen wurden nicht grundsätzlich abgelehnt, die Wirtschaft sollte sich aber den politischen Vorgaben der Regierung unterordnen. Man versuchte eine heimische kapitalbildende Schicht zu schaffen, wobei es bei den Privatisierungen oft zu Vetternwirtschaft kam. Die Slowakei verzeichnete 1996 mit 6,5 % das höchste Wirtschaftswachstum unter den postkommunistischen Ländern. Da dieses aber mit massiven öffentlichen Investitionen der Regierung erreicht wurde, die dafür großzügig ausländische Kredite aufnahm, verdreifachte sich die Auslandsverschuldung auf 12 Milliarden US-Dollar bzw. 60 % des BIP.

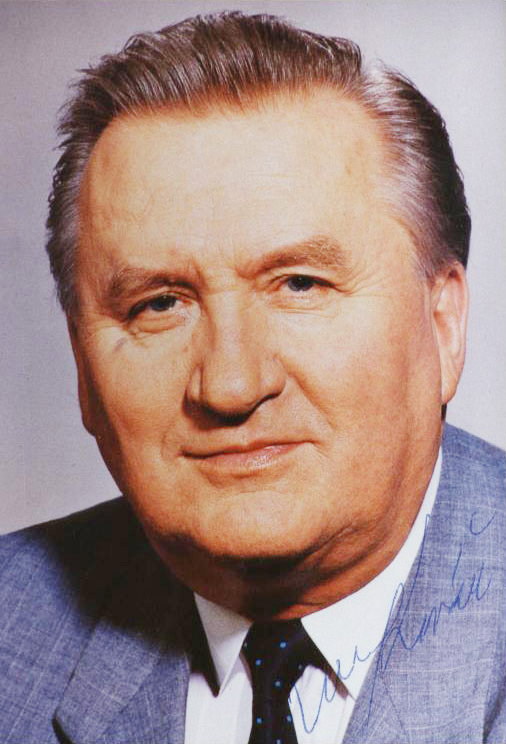
Michal Kováč, erster Staatspräsident der Slowakei (1993–1998).

In der Innenpolitik dominierten chronische Streitigkeiten zwischen Regierungschef Mečiar und dessen Regierung auf der einen und Staatspräsident Kováč und der Opposition auf der anderen Seite, wobei es zu zahlreichen autoritären, rechtswidrigen und kriminellen Handlungen der Regierung kam. Bei der ersten Sitzung des neu gewählten Parlaments im November 1994 (in der Slowakei als Noc dlhých nožov bekannt, dt. „Nacht der langen Messer“) wurde die Opposition aus sämtlichen parlamentarischen Ämtern und sonstigen Kontrollfunktionen verdrängt, auch Posten bei den öffentlich-rechtlichen Medien wurden ausschließlich an Nominanten der Regierung Mečiar vergeben. Es gab Versuche, die Oppositionspartei DÚ aus dem Parlament auszuschließen und regierungskritische Journalisten mit Gewalt einzuschüchtern. Im Jahr 1995 kam es zur Entführung des Präsidentensohnes nach Österreich und ein Jahr später zur Ermordung des in diesem Fall als Kronzeugenvermittler fungierenden Polizeibeamten (in beiden Fällen soll der slowakische Geheimdienst beteiligt gewesen sein). Ende 1996 entzog die Mečiar-Regierung einem Abgeordneten, nachdem dieser aus der HZDS ausgetreten war, verfassungswidrig sein Mandat im Parlament. Zuvor explodierte vor dem Haus des Abgeordneten eine Bombe, nachdem er sich geweigert hatte, freiwillig sein Mandat aufzugeben. Im Jahr 1997 wurde ein vom Staatspräsidenten angesetztes Referendum über die Direktwahl des Staatspräsidenten und den Beitritt zur NATO von der Regierung verhindert. Nach dem Auslaufen der Amtszeit von Staatspräsident Kováč am 2. März 1998 konnten sich Regierung und Opposition nicht auf einen Kandidaten einigen, was dazu führte, dass die Slowakei ein Jahr lang über kein Staatsoberhaupt verfügte. Mečiar erließ als kommissionarischer Staatspräsident Amnestien an sämtliche an der Entführung des Präsidentensohnes beteiligte Personen, was eine strafrechtliche Verfolgung unmöglich machte.
Auch die Minderheitenpolitik der Regierung Mečiar wurde oft kritisiert. Gerade die Behandlung der ungarischen Volksgruppe barg erheblichen Zündstoff. Die Regierung in Bratislava hatte schon 1992 den Druck auf die Magyaren verstärkt, zweisprachige Ortstafeln in den vorwiegend ungarisch besiedelten Gebieten des Landes abgeschafft und veranlasst, das ungarische Vornamen nur noch in slowakisierter Form ins Geburtsregister eingetragen wurden. Auch in der Frage des muttersprachlichen Unterrichts wuchsen die Spannungen. Der im März 1995 unterzeichnete Grundlagenvertrag zwischen der Slowakei und Ungarn konnte zunächst wegen des Widerstandes der Slowakischen Nationalpartei nicht ratifiziert werden. Seine Bestätigung durch das slowakische Parlament 1996 änderte die Lage der Minderheit kaum. Das am 1. Januar 1996 in Kraft getretene Gesetz über die Staatssprache sah den Gebrauch des Slowakischen in allen Behörden des Landes vor, selbst bei einem dienstlichen Gespräch zwischen einem Beamten und einem Bürger, die beide ethnische Ungarn waren. Nach einer Anfrage der oppositionellen Ungarnpartei und der KDH erklärte das slowakische Verfassungsgericht Teile des Gesetzes für verfassungswidrig. Ein Gesetz über territoriale und administrative Gliederung des Landes vom März 1996 zog die Grenzen der neuen Verwaltungseinheiten so, dass die ungarische Minderheit in keiner der neuen Verwaltungseinheiten über einen Bevölkerungsanteil von 30 Prozent hinauskaum. Die Führer der ungarischen Minderheit beschuldigten daraufhin die Regierung, mit dieser Verwaltungsreform ihre politischen Mitspracherechte zu beschneiden.
In der Außenpolitik strebte die Slowakei Vladimír Mečiars 1994–1998 wie bereits während seinen zwei vorherigen Regierungen eine Balance zwischen Ost und West an. Offiziell deklarierte die Regierung Mečiar Interesse an einem Beitritt der Slowakei in NATO und EU, da sich das Verhältnis zum Westen jedoch ab Mitte der 1990er Jahre zunehmend verschlechterte, näherte sich die Slowakei immer mehr Russland an. In einem Vertrag über militärische Zusammenarbeit gewährte die Slowakei Russland die Nutzung sämtlicher slowakischer Militärflughäfen, womit die Slowakei zu einem Vorposten Moskaus in Zentraleuropa wurde. In Folge der westlichen Kritik an der außenpolitischen Ausrichtung, der Wirtschaftspolitik sowie den autoritären Praktiken in der Innenpolitik des Landes wurde die Slowakei aus der Kandidatenliste der ersten NATO-Osterweiterung gestrichen und fiel auch als EU-Beitrittskandidat zunächst in die zweite Reihe zurück. Während Funktionäre der Mečiar-Partei erklärten, dass sie „nicht auf den Knien in die Europäische Union [wollen]“, warnte die damalige US-Außenministerin Madeleine Albright, dass die Slowakei „das schwarze Loch Europas“ zu werden drohte.

### Westintegration und neoliberale Ära (1998–2006)

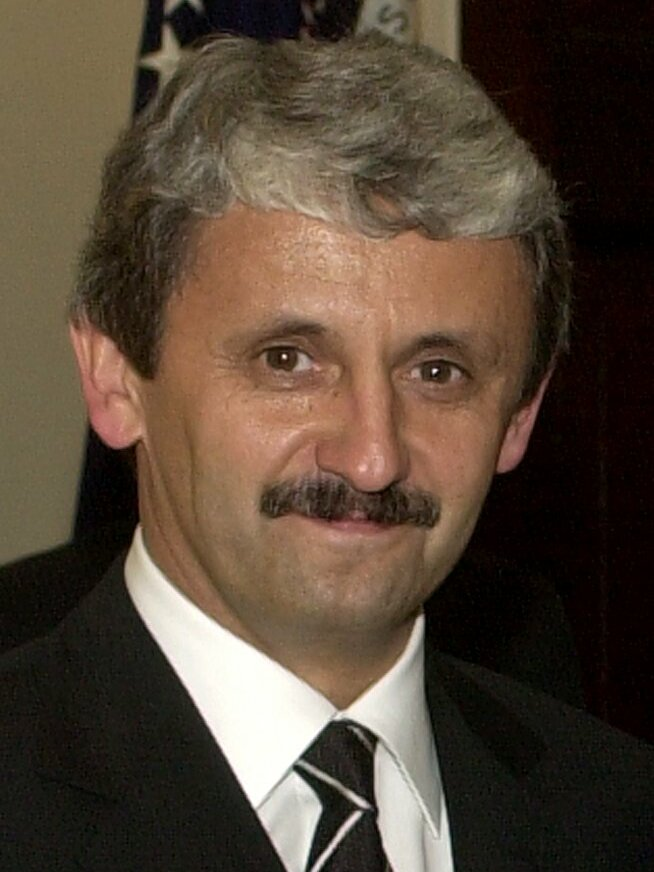
Mikuláš Dzurinda führte die Slowakei in NATO und EU und führte neoliberale Reformen durch.

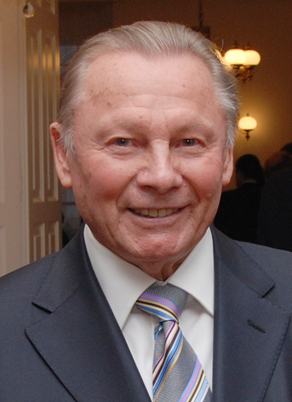
Rudolf Schuster, zweiter Staatspräsident der Slowakei (1999–2004).

Bei den Parlamentswahlen im September 1998 wurde Mečiars HZDS mit 27 % der Stimmen erneut stärkste Kraft, da aber ihr bisheriger Koalitionspartner ZRS aus dem Parlament flog, ein Bündnis mit der SNS für eine Mehrheit nicht mehr ausreichte und die Oppositionsparteien allesamt eine Koalition mit Mečiar ausgeschlossen hatten, ging die HZDS trotz Wahlsieg mit der SNS in Opposition. Die neue Regierung stellte eine prowestliche Koalition des liberal-konservativen Wahlbündnisses SDK, der postkommunistischen SDĽ, der linksliberalen SOP und der Ungarnpartei SMK. Neuer Ministerpräsident wurde der Vorsitzende der SDK Mikuláš Dzurinda (siehe Regierung Mikuláš Dzurinda I). Bei den Parlamentswahlen 2002 wiederholte sich das Szenario von 1998. Mit starken Verlusten erreichte Mečiars HZDS mit 19,5 % noch einmal den ersten Platz. Da jedoch Mečiar wegen seines schlechten Rufs im Westen erneut keinen Koalitionspartner finden konnte, blieb Dzurinda weitere vier Jahre Ministerpräsident. Seine Koalition bestand während seiner zweiten Amtszeit aus der liberal-konservativen SDKÚ-DS, der katholisch-konservativen KDH, der neoliberalen ANO und Ungarnpartei SMK (siehe Regierung Mikuláš Dzurinda II).
Die erste Regierung Dzurinda, die im Parlament über eine verfassungsändernde Mehrheit verfügte, erhob die Westintegration des Landes zur höchsten außenpolitischen Priorität. Noch vor Jahresende 1998 wurden im Rahmen einer sogenannten „De-Mečiarisierung“ sämtliche Verwaltungschefs, Vorsitzende slowakischer Gerichte, Theaterintendanten und Journalisten des Staatsfernsehens entlassen und ihre Posten neu besetzt. Weiters wurde ein Verfassungsgesetz erlassen, welches eine direkte Wahl des Staatspräsidenten ermöglichte. Bei der Präsidentenwahl 1999 konnte sich der Kandidat der Regierungskoalition Rudolf Schuster in der Stichwahl gegen Oppositionsführer Mečiar durchsetzen, womit die Slowakei nach einjähriger Unterbrechung wieder über ein amtierendes Staatsoberhaupt verfügte, was zur Stabilität des Landes beitrug. Gleichzeitig wurde die Slowakei nun stärker für westliche Investoren geöffnet. Die Liberalisierung wurde vorangetrieben und die Rechtsstaatlichkeit ausgebaut. Im Februar 2000 begannen die offiziellen Beitrittsgespräche mit der EU. Im Mai 2003 stimmten während des Referendums über den EU-Beitritt der Slowakei bei einer Wahlbeteiligung 52 % der Wahlberechtigten 90 % der Urnengänger für die EU-Mitgliedschaft.
Auch in Bezug auf die NATO-Mitgliedschaft verfolgte die neue Regierung eine offensivere Politik. Im Jahr 1999 beschloss die Regierung Dzurinda während des Kosovokrieges den slowakischen Luftraum für NATO-Versorgungs- und Kampfflugzeuge zu öffnen. Russland wurde nun in der slowakischen Außenpolitik völlig ignoriert und die Slowakei beteiligte sich an den internationalen Militärmissionen in Bosnien und Herzegowina, Kosovo, Afghanistan und Kuwait. Im Jahr 2003 unterstützte die Slowakei als Teil der Koalition der Willigen 2003 den Irakkrieg. Im Jahr 2005 besuchte George W. Bush als erster US-amerikanischer Präsident die Slowakei.
Wirtschaftspolitisch setzte Dzurinda in seiner zweiten Amtszeit die harten Sparmaßnahmen und radikale neoliberale Wirtschaftsreformen um. Das kurz nach den Parlamentswahlen 2002 am 14. November verabschiedete erste Sparprogramm war das bis dahin härteste Budgetbereinigungsprogramm eines EU-Beitrittskandidaten und enthielt Preiserhöhungen für Strom, Gas, Benzin, Mieten, öffentlichen Verkehr, Alkohol und Zigaretten sowie eine Erhöhung der seit 1993 bestehenden Mehrwertsteuer.
Das zweite Sparprogramm folgte im Jahr 2004. Am 1. Januar führte die Slowakei als erstes europäisches Land eine Flat Tax von 19 % ein, im Rahmen einer Gesundheitsreform wurden Spitäler und Krankenkassen zu Kapitalgesellschaften umgewandelt. All diese Maßnahmen erhöhten die Attraktivität der Slowakei für ausländische Investoren und so versiebenfachte sich die Höhe ausländischer Investitionen in den Jahren nach 1998. In westlichen Medien wurden die Reformen der Dzurinda-Regierung ausgesprochen positiv beurteilt. Die Slowakei sei „vom letzten auf den ersten Platz“ gerückt und Bratislava zum „Tiger an der Donau“ geworden.
Auch in der Minderheitenpolitik kam es zu einer Wende. Als eine ihrer ersten wesentlichen Amtshandlungen brachte die Regierung einen Änderungsantrag zum unter Mečiar 1995 erlassenen Sprachgesetz in das Parlament ein. Nach ihrem Vorschlag wurde die ungarische mit der slowakischen Sprache dort gleichberechtigt, wo der Bevölkerungsanteil der ungarischen Minderheit wenigstens 20 Prozent betrug. Dort sollten auch Ortsschilder zweisprachig sein und Schulzeugnisse auf Wunsch in ungarischer Sprache ausgestellt werden. Die Slowakisierung von Namen von Angehörigen der Minderheiten würde fortan unterbleiben. Darüber hinaus wurde eine Fakultät für ungarische Lehrer an der Universität Nitra gegründet sowie die ungarischsprachigen János-Selye-Universität in Komárno.

### Linksnationale Neuorientierung (2006–2010)

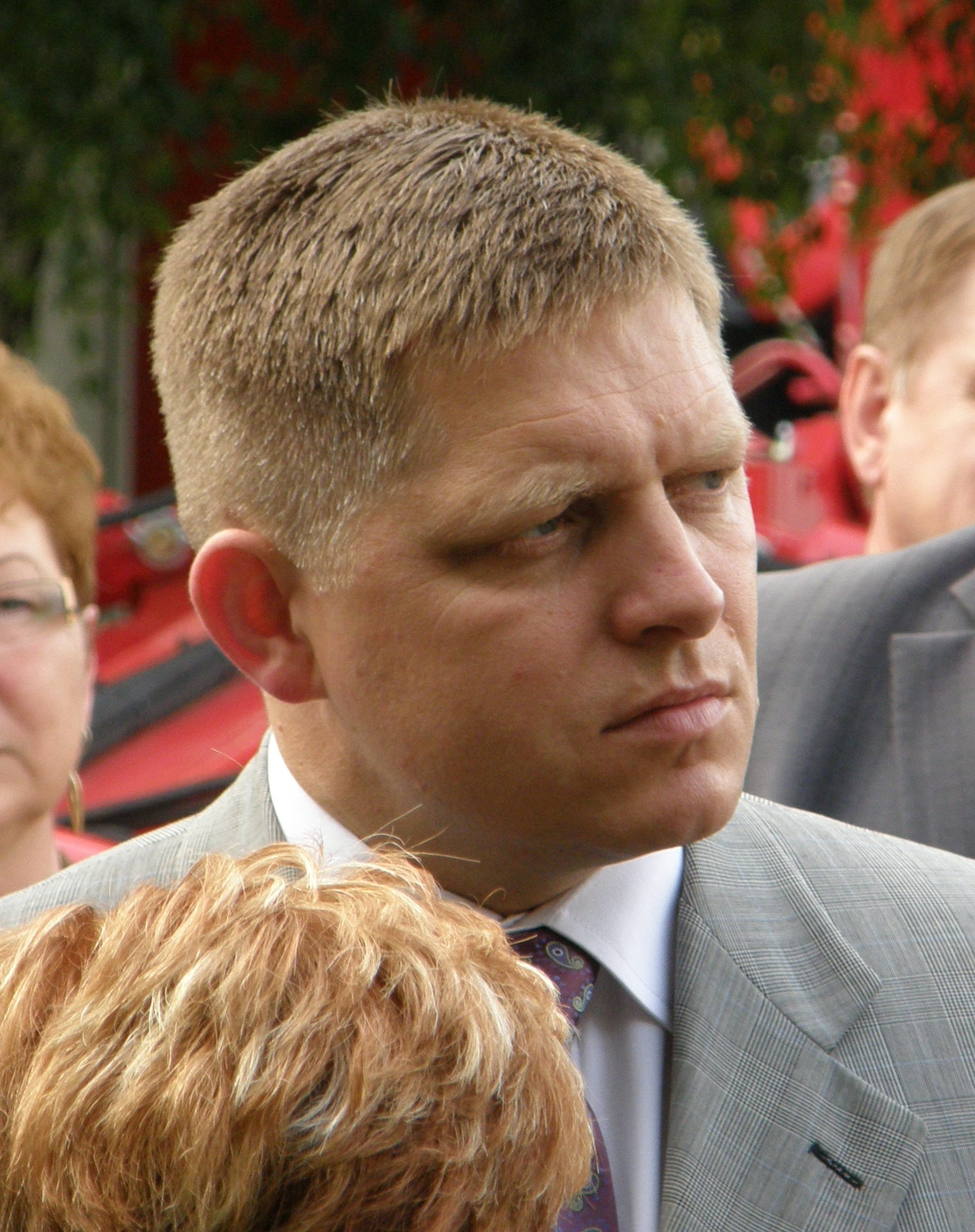
Robert Fico (2008)

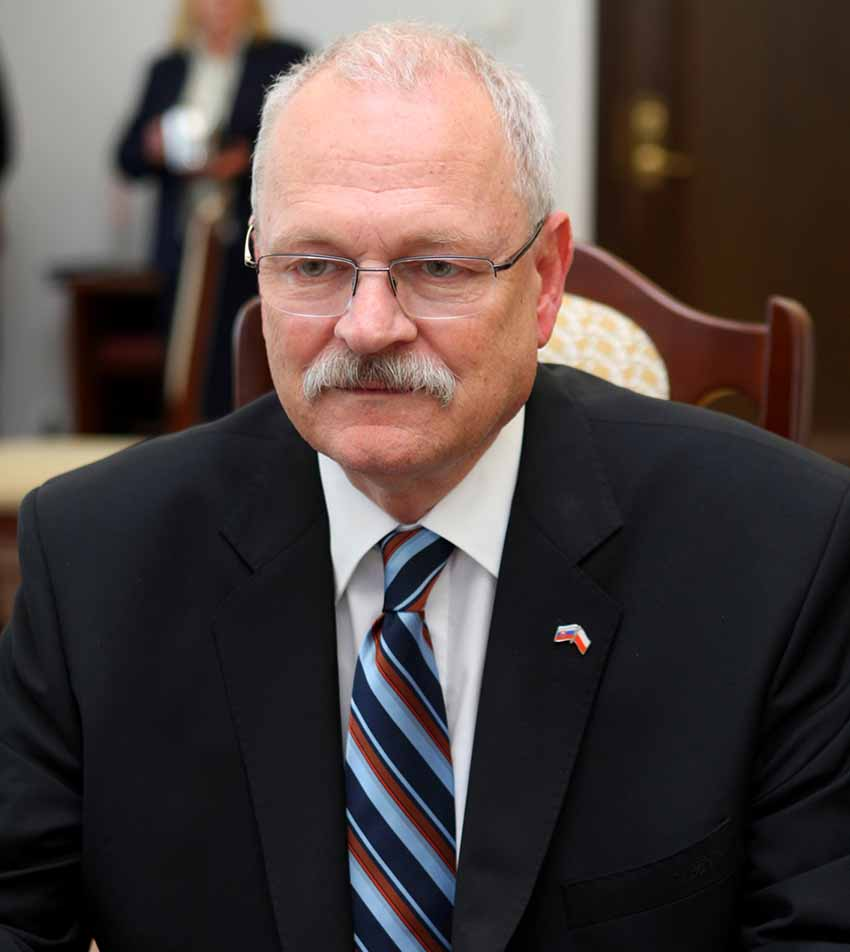
Ivan Gašparovič, dritter Staatspräsident der Slowakei (2004–2014).

Im Juni 2006 fanden in der Slowakei vorgezogene Neuwahlen statt. Sie endeten mit einem Sieg des bisherigen Oppositionspolitikers Robert Fico und seiner linkspopulistischen Partei Smer-SD (29,1 %), die eine Woche nach den Wahlen einen Koalitionsvertrag mit der nationalistischen SNS (11,7 %) und Mečiars stark geschrumpfter HZDS (8,8 %) schloss (siehe auch Regierung Robert Fico I). Die neue Koalition wurde von kritischen Medien als „Gruselkabinett“ und „Katastrophe“ bezeichnet, da zum einen befürchtet wurde, dass die Beteiligung der beiden in den 1990er Jahren regierenden Parteien HZDS und SNS an der Koalition den EU- und NATO-Kurs des Landes gefährden könnte, zum anderen weil die linkspopulistische Smer-SD die neoliberale Politik der Dzurinda-Regierung nicht weiter fortsetzten wollte.
Außenpolitisch schlug die Slowakei unter Fico 2006–2010 einen weitgehend von den USA unabhängigen Kurs ein und stärkte die Beziehungen zu verschiedenen Nicht-EU-Staaten wie Russland, Serbien, Belarus, Libyen, Kuba, Venezuela, Vietnam und der Volksrepublik China. Die Slowakei lehnte die Unabhängigkeit Kosovos sowie den von den USA geforderten Raketenabwehrschild in Tschechien und Polen ab, während des Georgienkrieges 2008 verurteilte Fico die georgische Aggression und nahm Partei für Russland. Im Jahr 2007 zog die slowakische Regierung sämtliche slowakische Truppen aus dem Irak ab, erhöhte im Gegenzug aber ihre militärische Präsenz in Afghanistan unter der Bedingung, dass slowakische Soldaten nicht für Kampfeinsätze zur Verfügung stehen würden.
Ein diplomatischer Dauerkonflikt entwickelte sich bei den ohnehin belasteten Beziehungen zum Nachbarstaat Ungarn, die schon allein wegen der Regierungsbeteiligung der SNS von Anfang an unter keinem guten Stern standen. In Ungarn erhoben Politiker wegen der SNS Sanktionsforderungen gegen den nördlichen Nachbarn. Beim ersten Treffen mit seinem slowakischen Amtskollegen forderte der ungarische Ministerpräsident Gyurcsány Robert Fico auf, sich von seinen Koalitionspartnern zu distanzieren, was dieser ablehnte. Der Folgezeit erreichten die Beziehungen beider Staaten einen Tiefpunkt nach dem anderen. So kam es im Herbst 2006 zu mehreren Gewaltverbrechen an ethnischen Ungarn, was medial stark durch die oppositionelle Ungarnpartei SMK wie auch von der ungarischen Regierung thematisiert wurde. Zum Dauerbrenner des zwischenstaatlichen Zwists wurden auch die Aktivitäten der rechtsextremen Ungarischen Garde der Jobbik-Partei. Aber auch ungarische Sozialdemokraten, Liberale und Konservative mischten sich regelmäßig in die inneren Angelegenheiten der Slowakei ein. Im Jahr 2007 reisten der ungarische Präsident László Sólyom und die sozialdemokratische ungarische Parlamentspräsidentin Katalin Szili „privat“ in die Slowakei, um Vertreter der Ungarnpartei SMK zu treffen. Ministerpräsident Fico kritisierte daraufhin, dass sich die ungarischen Offiziellen aufspielten, als seien sie in „Nordungarn“. Den absoluten Tiefpunkt der Beziehungen beider Staaten bildete der angedachte Besuch des ungarischen Staatspräsidenten Sólyom in der slowakischen Grenzstadt Komárno 2009. Dieser wollte der Eröffnung eines Denkmals zu Ehren des Ungarnkönigs Stephan I. beiwohnen. Da das Datum der Enthüllung aber mit dem Jahrestag der Niederschlagung des Prager Frühlings durch den Warschauer Pakt 1968 zusammenfiel, an dem auch ungarische Truppen beteiligt waren, bezeichnete der slowakische Staatspräsident Ivan Gašparovič dies als „Provokation“ und empfahl Sólyom, nicht nach Komárno zu reisen. Da dies jedoch vom ungarischen Präsidenten ignoriert wurde, ließ Ministerpräsident Fico eine Depesche nach Budapest schicken, die Präsident Sólyom darauf aufmerksam machen sollte, dass ihm unter Umständen die Einreise in die Slowakei verwehrt würde. Der ungarische Präsident reiste trotzdem an, wurde am Grenzbalken abgewiesen und hielt auf der Donaubrücke medienwirksam eine Pressekonferenz, in der er drohend erklärte, dass er „wiederkommen werde“.
Wirtschaftspolitisch konnte die Regierung Fico die Aufnahme der Slowakei zum Schengener Abkommen am 21. Dezember 2007 sowie die Einführung des Euro am 1. Januar 2009 als Erfolg verbuchen. Im Jahr 2007 verzeichnete die Slowakei mit 10,4 % das höchste Wirtschaftswachstum in der gesamten EU. Aufgrund der globalen Finanzkrise schrumpfte das BIP pro Kopf 2009 jedoch um 4,7 %. Die internationale Weltwirtschaftskrise traf auch den slowakischen Finanzsektor, allerdings war er im Gegensatz zu anderen Ländern kaum auf staatliche Unterstützung angewiesen und gefährdete zu keinem Zeitpunkt die gesamtwirtschaftliche Stabilität. Die 2004 eingeführte Flat Tax behielt die Regierung Fico im Wesentlichen bei, es kam jedoch zum Stopp mehrerer Privatisierungsvorhaben, die Regierung blockierte Gaspreiserhöhungen und weitete Arbeiterrechte aus.
Innenpolitisch kam es zu einer Reihe patriotischer Maßnahmen, zum Beispiel die Aufstellung von Büsten bedeutender historischer slowakischer Persönlichkeiten im Eingangsbereich des Parlamentsgebäudes (inklusive des 2008 per Gesetz rehabilitierten Slowakenführers Andrej Hlinka), die Enthüllung einer Reiterstatue des mährischen Fürsten Svatopluk I. vor der ebenfalls von der Fico-Regierung renovierten Bratislavaer Burg sowie die Aufstellung von zwei Statuen zu Ehren der Slawenapostel Kyrill und Method in der südslowakischen Grenzstadt Komárno. Als konfliktreich stellte sich die Medienpolitik der neuen Regierung dar, die während der gesamten Amtszeit Ficos eine gegenüber Journalisten feindliche Haltung einnahm. Für Aufsehen sorgte insbesondere das Pressegesetz der Fico-Regierung von 2008. Den umstrittensten Punkt des Gesetzes stellte das Recht auf Gegendarstellung durch Personen dar, die sich durch veröffentlichte Informationen beleidigt fühlen. Die slowakischen Zeitungen sollten nach dem neuen Gesetz verpflichtet werden, solche Gegendarstellungen zu drucken. Außerdem erhielt das Kulturministerium die Kompetenz Geldstrafen zu verhängen, falls Zeitungen „gesellschaftlich schädliches Verhalten“ befürworten oder politisch motivierten Hass schüren würden. Trotz oppositioneller und internationaler Kritik setzte sich die Smer-SNS-HZDS-Koalition über diese Bedenken hinweg und verabschiedete die neue Regelung am 9. April 2008. 2009 rutschte die Slowakei in der Folge auf der Länder-Rangliste der Pressefreiheit von Reporter ohne Grenzen um 37 Plätze auf Platz 44 ab.
Bei den Präsidentschaftswahlen 2009 konnte sich der von der Regierung Fico unterstützte amtierende Präsident Ivan Gašparovič gegen die oppositionelle Iveta Radičová klar durchsetzten.

### Liberales Intermezzo (2010–2012)

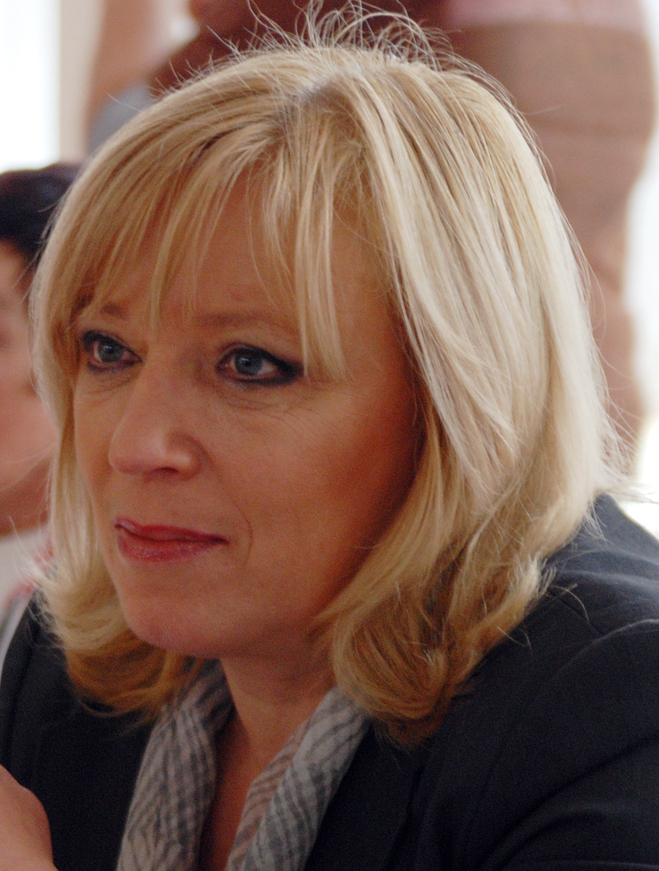
Iveta Radičová, erste weibliche Regierungschefin der Slowakei.

Am 12. Juni 2010 fanden reguläre Wahlen zum Nationalrat statt, bei denen Ficos Partei Smer-SD mit 34 % der Stimmen klar gewann. Da aber die SNS stark geschwächt und Mečiars HZDS sogar aus dem Parlament gewählt worden war, konnte die eine konservativ-liberale Koalition der Parteien SDKÚ-DS, SaS, KDH und Most–Híd die Regierung Fico ablösen und war seit dem 8. Juli 2010 an der Macht. Die Vizevorsitzende der SDKÚ-DS Iveta Radičová wurde als erste Frau slowakische Ministerpräsidentin. (siehe Regierung Iveta Radičová). Die Regierung Radičová versuchte an die neoliberalen Reformen der beiden Dzurinda Regierungen anzuknüpfen und erhöhte die Mehrwertsteuer von 19 % auf 20 %. Es wurden auch großangelegte Privatisierungen geplant, das vorzeitige Ende der Koalition verhinderte jedoch deren Umsetzung. Im Oktober 2011 scheiterte Radičovás Regierung frühzeitig, da sich die Regierungsparteien in Bezug auf den Euro-Rettungsschirm nicht einigen konnten. Die liberale SaS von Richard Sulík verweigerte die Zustimmung zu einer Beteiligung am EFSF, wobei Ministerpräsidentin Radičová die parlamentarische Abstimmung über Beteiligung am EU-Bankenrettungspaket mit der Vertrauensfrage ihrer Regierung verband. Nachdem Radičová vorzeitigen Neuwahlen zugestimmt hatte, unterstützte Ficos oppositionelle Smer-SD das Rettungspaket in einer zweiten Abstimmung. Mit seinem Abstimmungsverhalten beim „Euro-Rettungsschirm“ EFSF positionierte sich Fico aus der Opposition heraus als verlässlicher Partner für die europäischen Staatskanzleien. Die instabile Regierungsführung sowie ein im Dezember 2011 aufgedeckter Korruptionsskandal, die sog. Gorilla-Affäre, fügte den bürgerlich-liberalen Parteien großen Schaden zu.

### Smer-Alleinregierung und Koalitionsregierung (2012–2020)

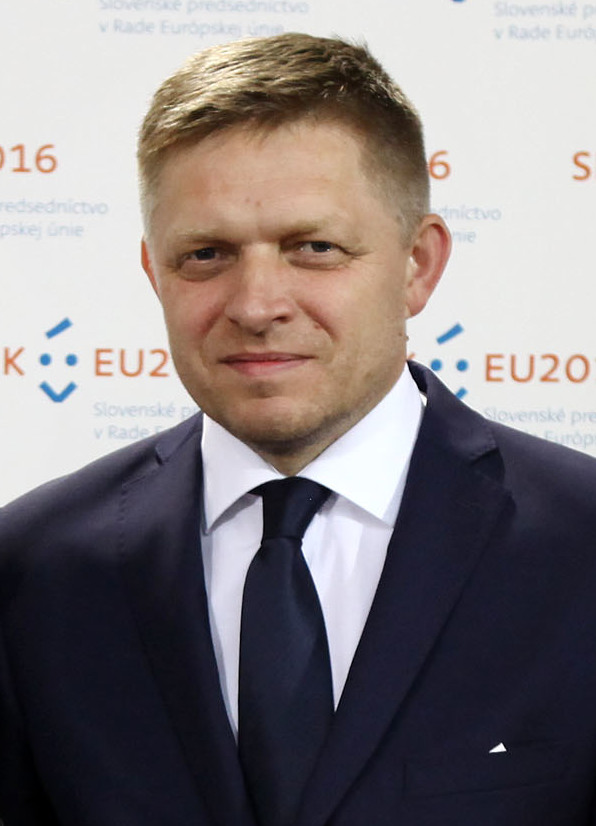
Robert Fico (2016)

Bei den vorgezogenen Neuwahlen im März 2012 gewann Ficos Partei Smer-SD mit 44,4 % der Stimmen die absolute Mehrheit und bildete die erste Einparteienregierung seit dem Ende der kommunistischen Diktatur 1989 (siehe Regierung Robert Fico II). Zu den ersten Maßnahmen der zweiten Regierung Fico zählte die Beschließung eines Konsolidierungspakets über 2,3 Milliarden Euro. Die Neuverschuldung der Slowakei, welche 2011 noch 4,6 % betrug, soll bis Ende 2013 entsprechend den Maastricht-Kriterien der EU auf 3 % sinken. Als Grundlage dafür wurde die 2004 unter Dzurinda eingeführte Flat Tax abgeschafft. Eine weitere Neuerung in der Wirtschaftspolitik war die Schaffung des sozialpartnerschaftlich Orientierten „Rates für Entwicklung und Solidarität“. Das Budgetdefizit wurde von 2013 bis 2014 von 4,3 % auf 3 % reduziert, womit die Slowakei wieder die Maastricht-Kriterien erfüllte. Am 1. Januar 2013 trafen sich die Ministerpräsidenten der Slowakei und Tschechiens, Robert Fico und Petr Nečas, anlässlich des 20. Jahrestages der Teilung der Tschechoslowakei. Bei dem Treffen, welches live im slowakischen und tschechischen Staatsfernsehen ausgestrahlt wurde, betonten beide Seiten die außerordentlich guten wirtschaftlichen wie sozialen Beziehungen zwischen beiden Ländern. Die Teilung der Tschechoslowakei wurde als ein „richtiger Schritt“ und der „einzige Weg“ bezeichnet.

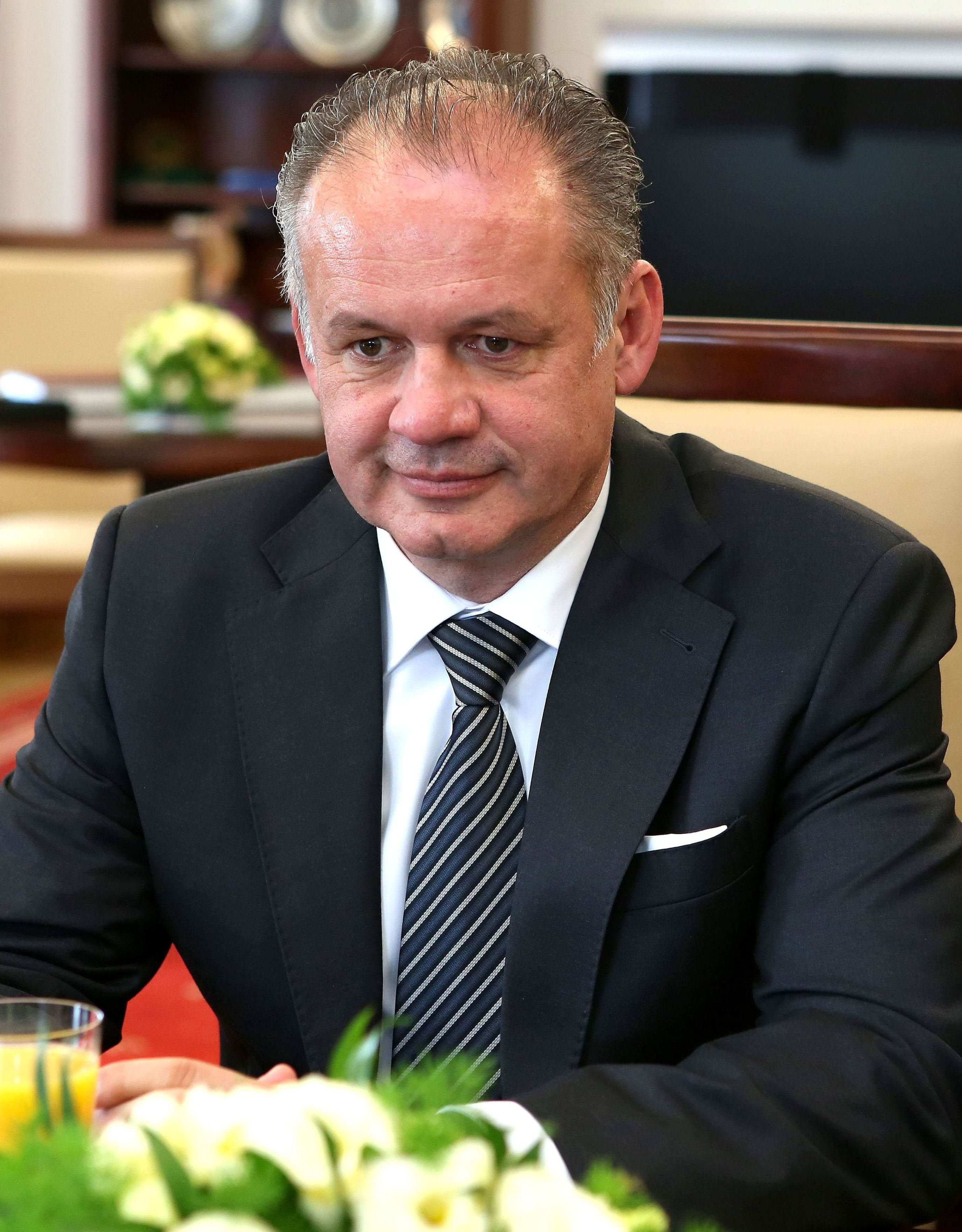
Andrej Kiska, vierter Staatspräsident der Slowakei (seit 2014).

Ministerpräsident Fico kandidierte für das Regierungslager bei der Präsidentschaftswahl in der Slowakei 2014, unterlag aber in der Stichwahl dem ehemaligen Unternehmer und Philanthropen Andrej Kiska, der von der Opposition unterstützt wurde.
Außenpolitisch unterstützte die Slowakei offiziell die gemeinsame Position der EU während der Annexion der Krim durch Russland und des Krieges in der Ukraine ab 2014, jedoch kritisierte die slowakische Regierung wiederholt die gegen Russland verhängten Wirtschaftssanktionen und drohte zeitweise gemeinsam mit der tschechischen Regierung mit einem Veto. Ministerpräsident Fico bezeichnete die Sanktionen als „nutzlos und kontraproduktiv“, verwies aber gleichzeitig auf solidarische Unterstützung der Ukraine seitens der Slowakei bei der Umkehr des Gastransports. Während der Flüchtlingskrise in Europa 2015/2016 erklärte die slowakische Regierung ähnlich wie die Regierungen Polens und der baltischen Staaten, dass sie eine EU-Quotenregelung zur Umverteilung der Flüchtlinge aus Griechenland und Italien sowie einen dauerhaften verpflichtenden Verteilungsschlüssel auf alle EU-Staaten strikt ablehne. Dabei argumentierte die Regierung damit, dass man nicht wisse, ob unter den Flüchtlingen „Terroristen oder Extremisten“ seien, dass es schwierig sei „Menschen zu integrieren, die eine andere Tradition und Kultur haben“ und man es ja bisher nicht einmal geschafft habe, die Roma-Minderheit im Land zu integrieren. Gleichzeitig bot die Regierung der EU-Kommission an, 200 syrische Christen aufzunehmen, denn die Slowakei sei „ein christliches Land, und wenn man Menschen integrieren will, sollten Religion und Kultur ähnlich sein.“
Am 22. September 2015, während der Hochphase der europäischen Flüchtlingskrise, beschlossen die 28 EU-Innenminister erstmals per Mehrheitsbeschluss gegen Stimmen der Slowakei, Tschechiens, Ungarns und Rumäniens die einmalige Umverteilung von 120.000 Flüchtlingen aus Italien und Griechenland auf die gesamte EU. Bereits am folgenden Tag kündigte die Slowakei an, den Entscheid juristisch anfechten zu wollen. Am 2. Dezember 2015 reichte die Slowakei beim Europäischen Gerichtshof Klage gegen den Beschluss ein. In seiner dazugehörigen Pressekonferenz bezeichnete Ministerpräsident Fico die Quoten-Regelung als „absolutes Fiasko europäischer Politik“. Er halte sie für „unsinnig und technisch nicht realisierbar“. Gleichzeitig erklärte die Regierung, die Slowakei werde in den folgenden Tagen 25 christliche Familien aus Syrien aufnehmen. Damit seien die slowakischen Kapazitäten voll ausgelastet.
Bei der Parlamentswahl am 5. März 2016 erhielt die SMER 28,3 % der Stimmen (nach 44,4 % im Jahr 2012). Danach einigten sich vier Parteien auf eine Koalitionsregierung unter dem bisherigen Ministerpräsidenten Robert Fico.
Am 21. Februar 2018 wurden der junge slowakische Journalist Ján Kuciak und seine Verlobte ermordet. Kuciak hatte nach Recherchen über Korruption, Veruntreuung von EU-Geldern, Machenschaften der italienischen Mafia in der Slowakei und deren Verbindungen in höchste Regierungskreise berichtet. Eine Krise begann; Fico trat am 15. März 2018 zurück und Peter Pellegrini wurde Ministerpräsident. Präsident Andrej Kiska kandidierte bei der Präsidentschaftswahl im März 2019 nicht erneut; Zuzana Čaputová gewann die Wahl. Bei der Parlamentswahl am 29. Februar 2020 erhielt die Partei OĽaNO die meisten Stimmen (25,02 % und 53 von 150 Abgeordnetensitzen); ihr Vorsitzender Igor Matovič wurde Ministerpräsident.
Pellegrini trat Anfang Juni 2020 aus der Partei Smer aus und gründete eine eigene klassisch-sozialdemokratische Partei, Hlas – sociálna demokracia. Am 28. März 2021 kündigte Matovič seinen bedingungslosen Rücktritt an. Er und der damalige Finanzminister Eduard Heger tauschten daraufhin die Ämter; seit dem 1. April 2021 ist die Regierung Heger im Amt.

### Ukrainekrieg seit 2022
Am 24. Februar 2022 begannen russische Streitkräfte den Überfall auf die Ukraine. Seitdem kamen (Stand 12. März) 185.000 Kriegsflüchtlinge über die Grenze zwischen der Slowakei und der Ukraine. Am 9. März gab die Regierung Heger bekannt, dass sie der Stationierung von mehr als 2000 NATO-Soldaten im Land zustimmt. Am 8. Februar stimmte das Parlament mit knapper Mehrheit einem Vertrag („Defence Cooperation Agreement“) zwischen der Slowakei und den USA zu; darin ist vereinbart, dass die Slowakei den US-Streitkräften unter anderem zwei Militärflugplätze überlässt – Sliac und Kuchyna.
Anfang April 2022 hat die Slowakei ihrem Nachbarland Ukraine eines ihrer S-300 Flugabwehrraketensysteme gespendet. Die Bundeswehr hat ein Patriot-Raketensystem in die Slowakei verlegt; die Niederlande wollen dies bis Mitte April 2022 tun.
Im Juli 2022 stand das slowakische Gesundheitssystem kurz vor dem Zusammenbruch, da 3.000 Ärzten wegen niedriger Gehälter und ausbleibender Reformen mit Kündigung drohten. Die Krankenhäuser leiden unter Personalmangel und veralteter Infrastruktur.
Ende September zeigten sich in der Slowakei russlandfreundliche Tendenzen. 44 % der Befragten glauben, dass die NATO für die Spannungen in der Ukraine verantwortlich ist. Mehr als die Hälfte der Menschen vertraten die Sicht, dass Russland Opfer „westlicher Verschwörungen“ sei. Obwohl die Slowakei die Ukraine lautstark unterstützte, löste dies in der EU Besorgnis aus.
Ende 2022 tötete ein 19-Jähriger in einer LGBTIQ-Bar in Bratislava zwei Menschen und verletzte einen weiteren. Der 19-jährige flüchtete und tötete sich anschließend selbst.
Im April 2023 gab der slowakische Wirtschaftsminister bekannt, dass das Land voraussichtlich auch ohne russische Gasimporte den kommenden Winter überstehen könne. Dies sei das Ergebnis anhaltender Bemühungen, die Gasimporte zu diversifizieren. Der größte Versorger des Landes, SPP, hat Verträge mit verschiedenen internationalen Anbietern verlängert und neue Vereinbarungen unterzeichnet, was dazu beiträgt, dass rund 70 Prozent des Gasbedarfs aus nicht-russischen Quellen gedeckt werden können. Zudem verfügen auch kleinere Versorger über erhebliche Gasreserven, was die Energiesicherheit des Landes stärkt.